# N. John Habraken

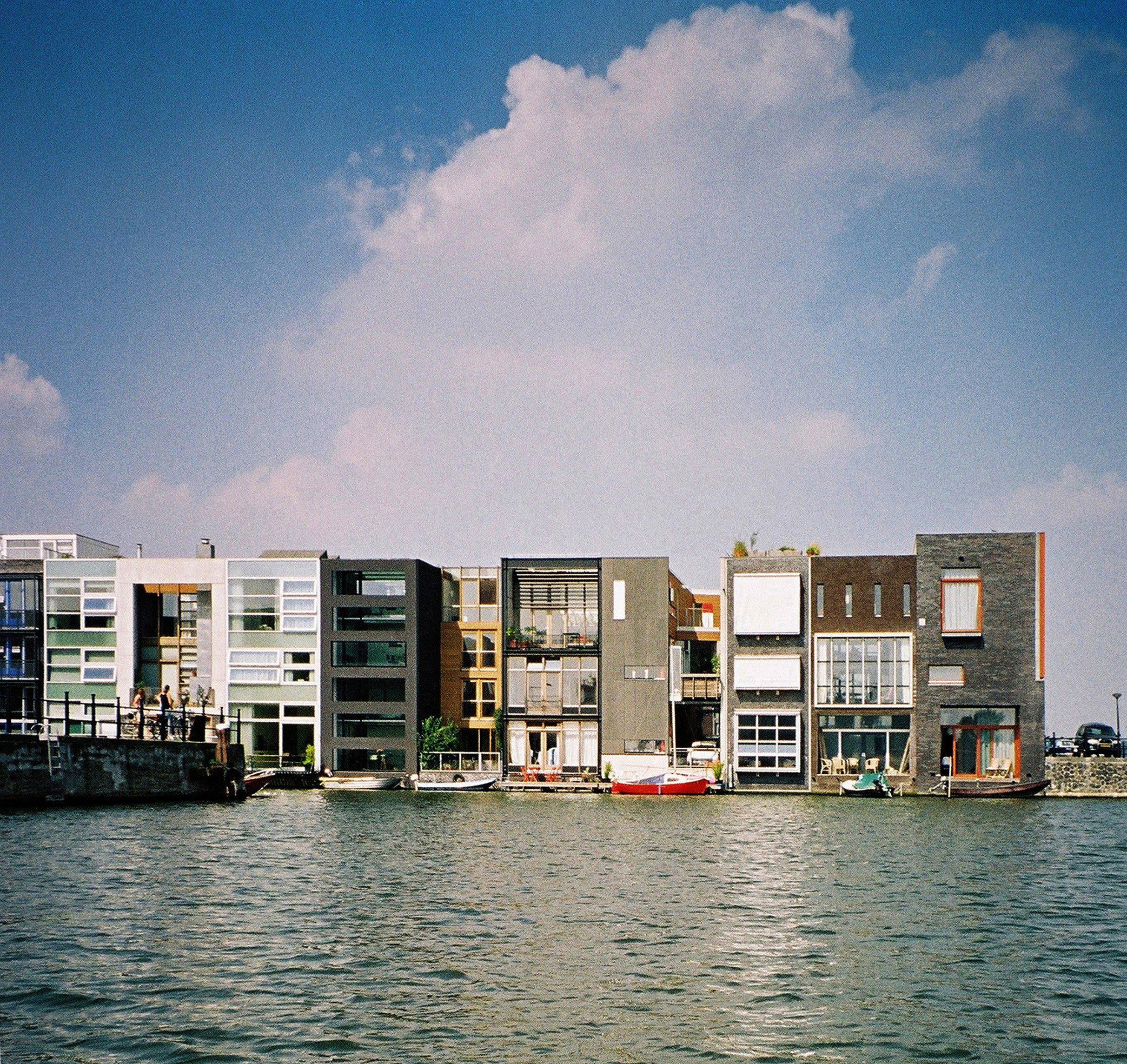
1997, Amsterdam Scheepstimmerman-straat, "Kubistische bouwstijl". Masterplan en coördinatie West 8 (Adriaan Geuze), ontwerp woningen door verschillende architecten

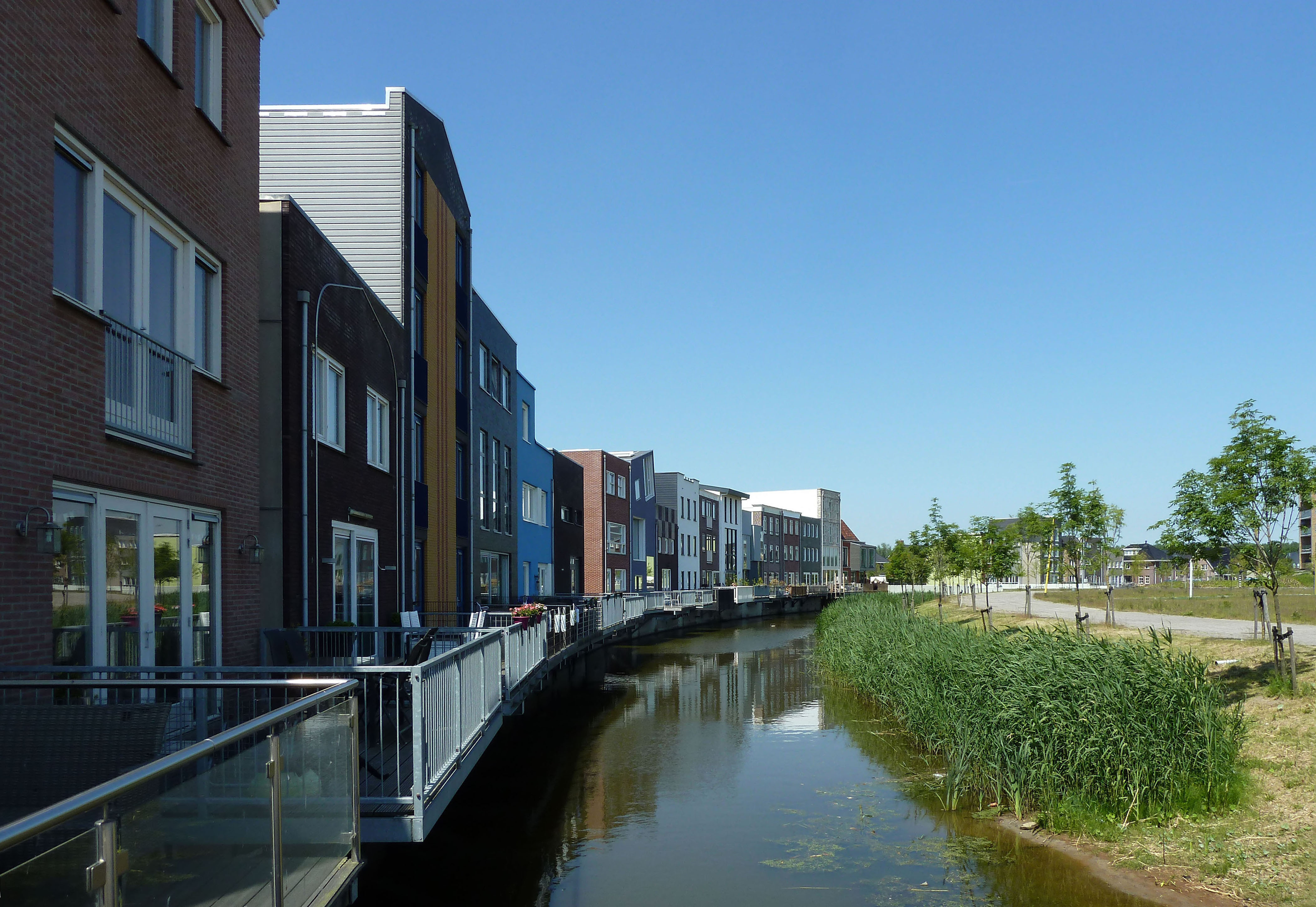
2012, Almere Homeruskwartier, "Stijlenmix". Masterplan en coördinatie OMA, ontwerp woningen door architecten en huiseigenaren. Verdere afbeeldingen zie beneden

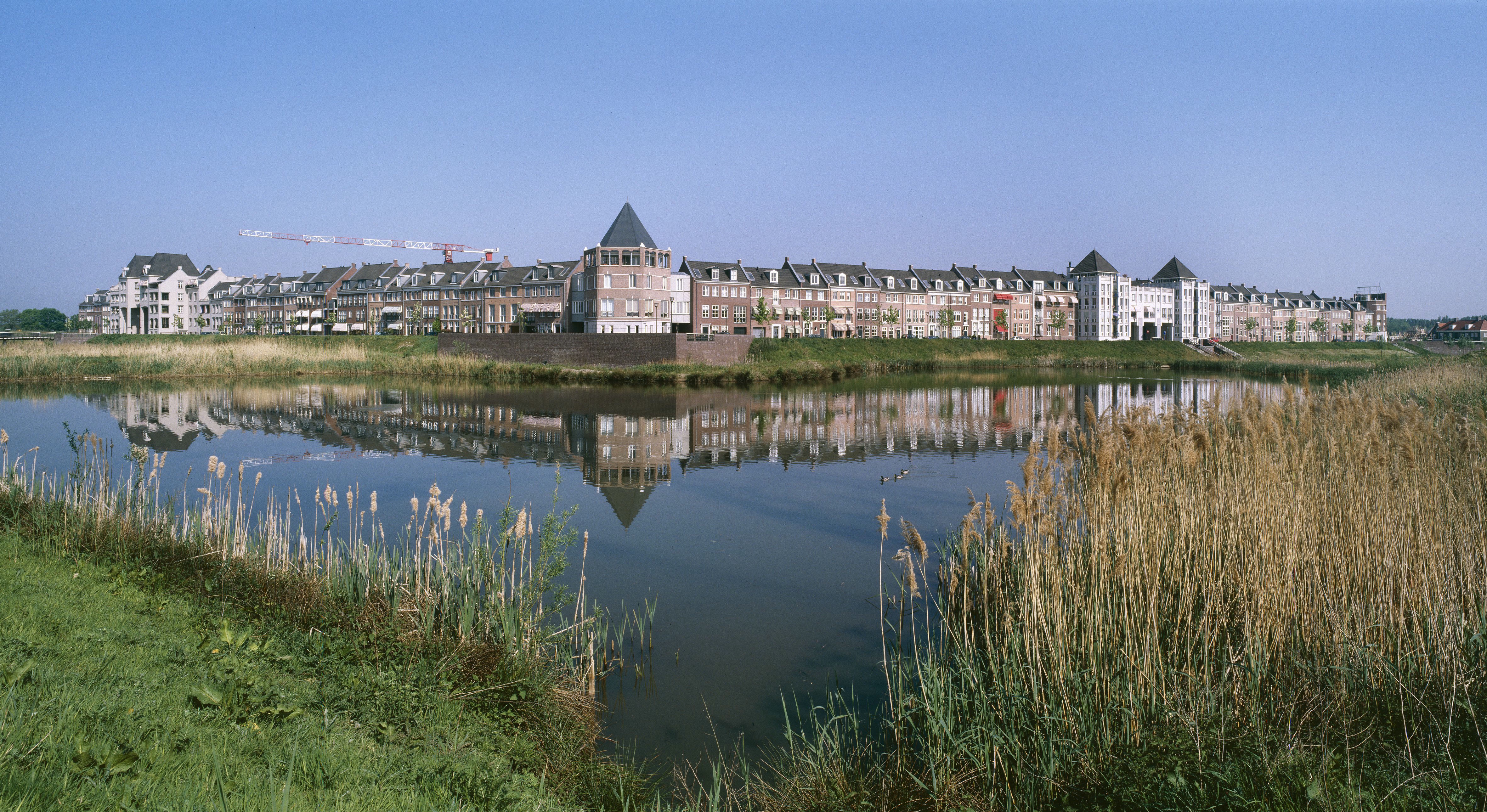
2005, Helmond Brandevoort, "Traditionalistische bouwstijl". Masterplan en coördinatie Rob Krier, ontwerp woningen door verschillende architecten. Particulier opdrachtgeverschap

N. (Nicolaas) John Habraken (Bandoeng (Nederlands-Indië), 29 oktober 1928 – Apeldoorn, 21 oktober 2023) was een Nederlandse architect, hoogleraar bouwkunde aan technische universiteiten (TU Eindhoven, MIT Cambridge Massachusetts), theoreticus en auteur. Zijn hoofdonderwerp is de Bewonersparticipatie in de massawoningbouw, waar de bewoners actief deelnemen aan het ontwerpproces. Het visuele resultaat van zijn theorie is de Architectuur van de montere veelvormigheid. In de internationale architectuur wordt Habraken gezien als de belangrijkste protagonist van de participatiebeweging en zijn boek "De dragers en de mensen" uit 1961 – later uitgegeven in vele talen – is het manifest en het begin van deze beweging. Alle hier behandelde projecten staan in verbinding met zijn theorie. Het thema is een deelaspect van de architectuurstroming Structuralisme, het Particuliere opdrachtgeverschap en Participatie.
De ideeënwereld van Habraken heeft niet alleen in Nederland, maar ook in Duitsland, Oostenrijk, Japan en andere landen tot invloedrijke participatieprojecten geleid. Voor zijn werk kreeg hij nationale en internationale architectuurprijzen.

## Bewonersparticipatie in Nederland – Theorie en uitgevoerde projecten

### 1961 Theorie van Habraken
In 1961 verschijnt het theoretische sleutelwerk van de bewonersparticipatie "De dragers en de mensen - Het einde van de massawoningbouw" van Habraken. Een belangrijk aspect van het verhaal van Habraken is, dat hij twee soorten architectuur onderscheidt, de "Alledaagse" en de "Bijzondere architectuur". Hij houdt zich met de eerste bezig. Ter demonstratie van de twee soorten architectuur toont hij in de tijdschrift Forum 1-1964 een plattegrond van Rome van Giovanni-Battista Nolli, waar de alledaagse architectuur grijs en de bijzondere architectuur wit is aangegeven (zie afb. beneden). Voor dezelfde tweedeling gebruiken andere auteurs de begrippen "High culture" en "Low culture" in de architectuur, die in iedere stad aanwezig zijn. In 1967 formuleert Habraken een woordbeeld, dat de richting van zijn visie aangeeft, de "Montere veelvormigheid". – In het boek De dragers uit 1961 zijn geen afbeeldingen opgenomen. De praktische uitvoering van zijn theorie laat hij aan "de architecten" over.

### 1962 Bijdrage van de Forumgroep
Het boek De dragers is invloedrijk op de architecten van de Forumgroep in de jaren 1960. Jacob Bakema publiceert in Forum 2-1962 de eerste afbeeldingen voor de bewonersparticipatie: de beroemde perspectieftekening "Fort l'Empereur" in Algiers van Le Corbusier uit 1933, projecten van Kenzo Tange, eigen voorstellen voor participatie in saaie woonwijken, en een uitvoerig artikel over de bewonersparticipatie in de structuur van het Paleis van Diocletianus in Split. – In het volgende Forum 3-1962 levert Herman Hertzberger een theoretische bijdrage over de vorm van de participatiearchitectuur. In tegenstelling tot het vroegere principe "Form follows function" spreekt Hertzberger over "Reciprocity of form" (wederkerigheid van vorm) en toont voorbeelden van transformaties in de arena's van Arles en Lucca. Deze arena's werden tot stad verbouwd en daarna weer ingericht als arena.

### 1971 Delft Diagoonwoningen – 1972 Apeldoorn Centraal Beheer – Architectuur als halfproduct

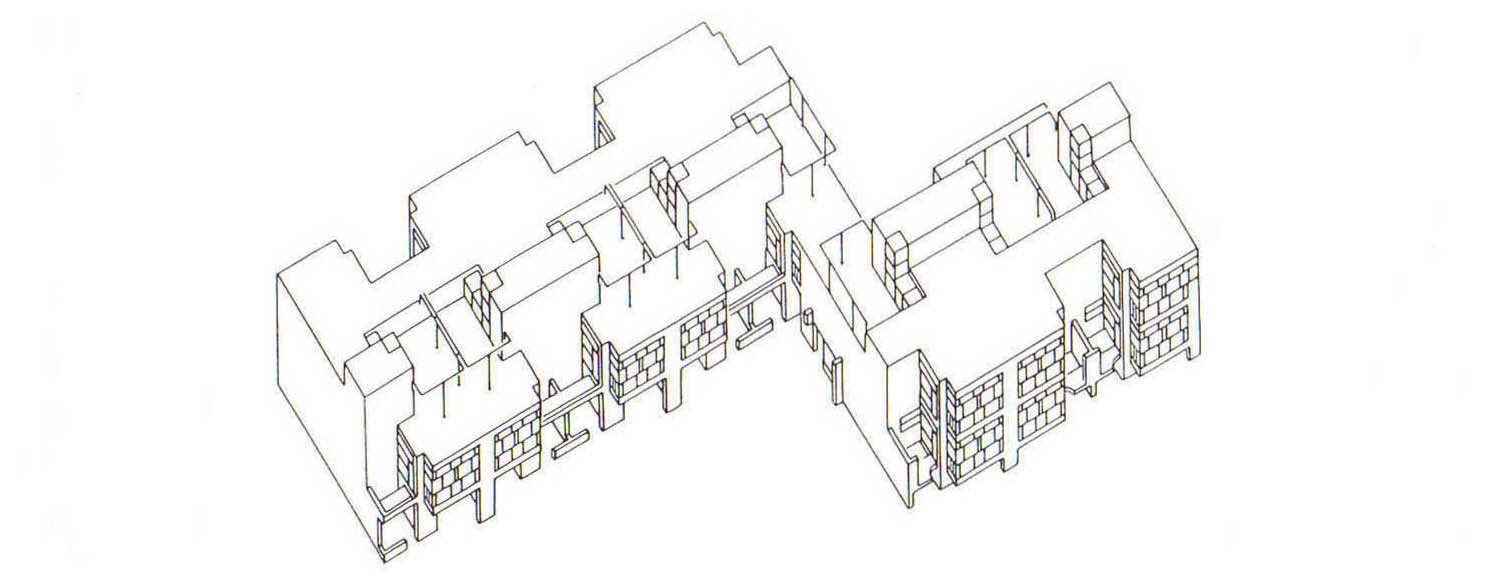
1971, Delft Diagoonhuizen, "Architectuur als halfproduct". Masterplan en coördinatie Herman Hertzberger. Grondstructuur voor participatie

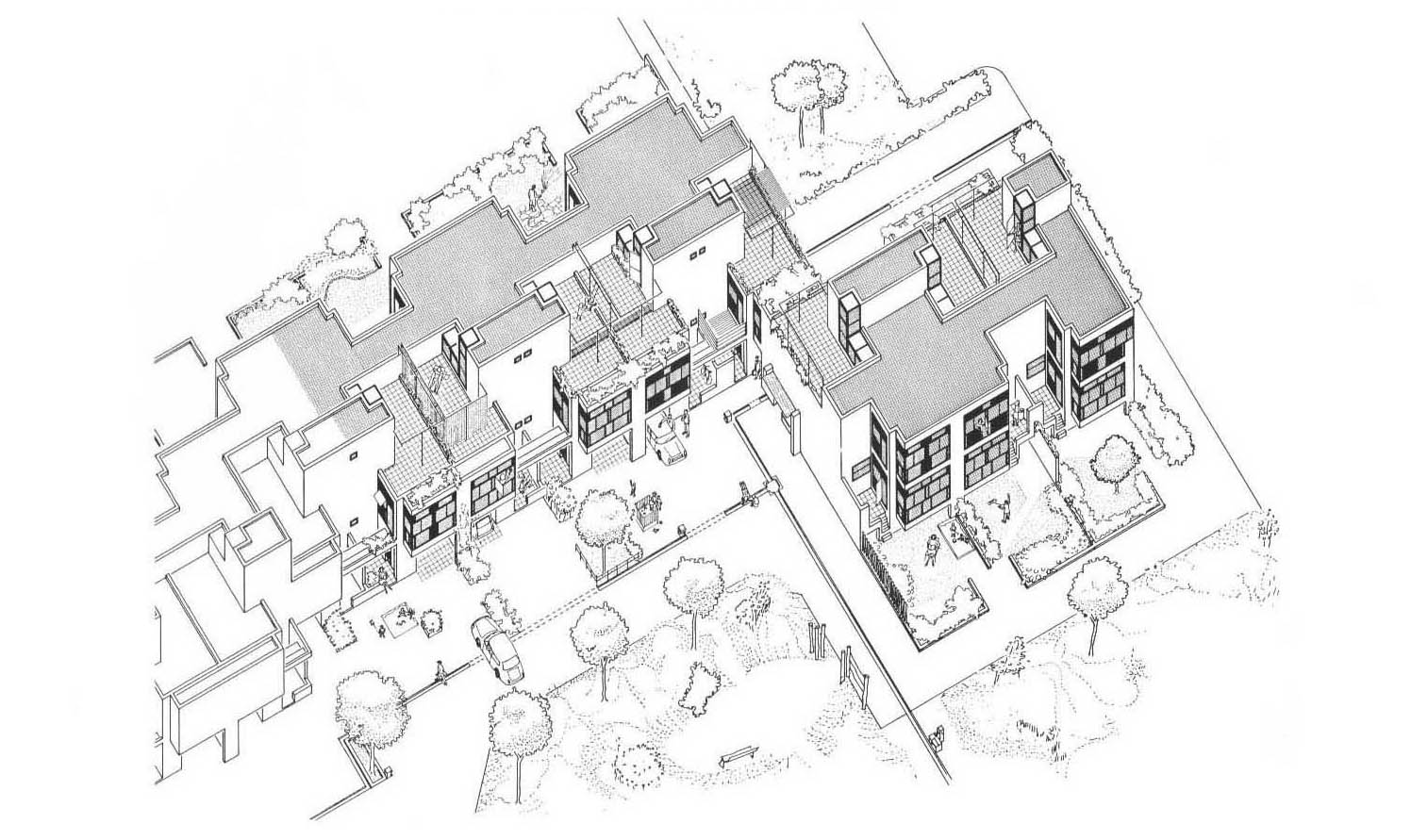
Participatie van de bewoners: interieur, gevel en omgeving

Omdat Herman Hertzberger zich in de Forumgroep het meest voor de bewonersparticipatie interesseerde, kwamen van hem de eerste uitvoeringen, die internationaal bekend werden. Bij de acht experimentele Diagoonwoningen in Delft (1971) sprak hij over architectuur als halfproduct, dat door de bewoners zelf afgemaakt wordt, zowel aan de binnenkant als ook bij de gevel en de omgeving. Het bijzondere aan de Diagoonwoningen is o.a. de gevelstructuur, die in vele variaties ingevuld kan worden, zonder dat disharmonieën ontstaan. Het idee van de gevelvariaties is het beste te zien op de vogelvluchttekeningen van Hertzberger. – De binnenruimte van het kantoorgebouw Centraal Beheer (1972) van Hertzberger is eveneens voor participatie ontworpen, voor de kantoormedewerkers. De basisstructuur van de kantoorplattegronden bestaat uit een gridironplan (regelmatig stratenplan), dat individueel ingevuld kan worden, zowel bij het bureaugedeelte als ook bij de centrale algemene ruimte.

### 1997 Amsterdam Scheepstimmermanstraat – Kubistische bouwstijl
In het oostelijke havengebied van Amsterdam – aan de "Scheepstimmermanstraat" op het halfeiland Borneo – werd in 1997 een van de succesvolste participatieprojecten gerealiseerd. Het is onderdeel van een groter stedenbouwkundig plan, dat door het bureau West 8 (Adriaan Geuze) ontwikkeld werd. Ook voor de verdere coördinatie was dit bureau verantwoordelijk. De 60 huizen zijn ontworpen door verschillende architecten, waaronder Herman Hertzberger en Mvrdv. Adriaan Geuze werkte als een dirigent met gemotiveerde solisten. Opvallend is het vormprincipe. Alle huizen zijn in een kubistische stijl gebouwd, met uitzondering van één huis, dat een halfronde dakvorm heeft. Het resultaat toont een harmonische afstemming van vormen, materialen en kleuren. Het totaalaanzicht is een goede weergave van de door Habraken geformuleerde "montere veelvormigheid". Net als bij de vroegere grachtenhuizen in Amsterdam leidt één vormthema, respectievelijk één architectuurstijl tot een evenwichtig architectuurensemble. (Afb. zie boven)

### 2005 Helmond Brandevoort – Traditionalistische bouwstijl
Zoals boven aangegeven, laat Habraken de uitvoering van de bewonersparticipatie over aan "de architecten" en levert hij geen afbeeldingen. Bij veel mensen bestaat de vraag, voor welke architectuur Habraken een persoonlijke voorkeur zou hebben. Een antwoord op deze vraag laat de film "De Drager" uit 2013 zien: Hier wandelt Habraken discussiërend door het nieuwe stadscentrum van Zaandam en uit zich daarover enthousiast met de woorden: "I like it, – people like it." De architectuurtaal is postmodernistisch en afkomstig van een van zijn vroegere studenten, de architect Sjoerd Soeters. Omdat in het project Zaandam de particuliere opdrachtgeverschap geen rol speelde, is bij dit artikel voor een ander project gekozen, dat verwant is met Zaandam. Het betreft de woonwijk Brandevoort in Helmond, waar Rob Krier en andere architecten een voorbeeld van particulier opdrachtgeverschap realiseerden en waar de gewenste gevarieerdheid aanwezig is. De traditionalistische bouwstijl in Brandevoort en de kubistische bouwstijl aan de Scheepstimmermanstraat in Amsterdam zijn parallelstromingen, die in dezelfde tijd gebruikt werden. Bij beide projecten komt geen stijlenmix voor. In architectenkringen worden de twee bouwstijlen vaak niet als gelijkwaardig ingeschat. (Afb. zie boven)

### 2012 Almere Homeruskwartier – Stijlenmix
De initiator van het participatieproject Homeruskwartier in Almere was wethouder Adri Duivesteijn. Van 1989-1994 was hij directeur van het Nederlands Architectuurinstituut in Rotterdam en kwam hier in aanraking met de participatiebeweging van Habraken. In tegenstelling tot de projecten Scheepstimmermanstraat en Brandevoort bestaat de participatie in het Homeruskwartier uit een mix van alle bouwstijlen, zonder afstemming van de vormthema's. Hoewel de bewoners van Almere momenteel enthousiast zijn over hun persoonlijke keuzes, bestaat de onzekerheid, of de kopers van de volgende generatie evenzo enthousiast zullen zijn over de soms vrij extreme smaken van de huidige bewoners. Welk systeem op langere termijn meer gewenst is bij de bevolking blijft een vraag. Is het de stijlenmix van "Het wilde wonen" in het Homeruskwartier of de evenwichtig afgestemde ensembles Scheepstimmermanstraat en Brandevoort? De uitkomst heeft ook consequenties op de financiële waarde van de huizen. (Afb. zie boven en beneden)

### 2013 Den Haag Berlagewijk Bomenbuurt – Participatie bij het werk van bekende architecten

#### Habraken-doctrine tegen Berlage-stedenbouw – Stedenbouwkundige verloedering door dakopbouwen

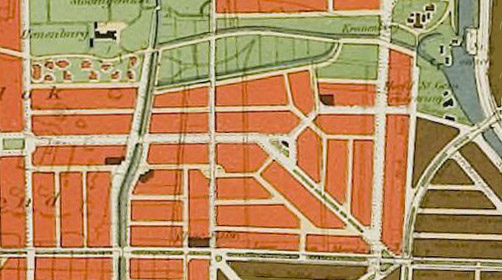
Berlage-wijk Bomenbuurt in Den Haag, participatie en dakopbouwen volgens uitgangspunt van de gemeente: "Definitief afscheid van Berlage – totaal achterhaalde stedenbouwkundige referentie." (Afb. zie beneden)

Het initiatief voor het participatieproject in de Berlage-wijk Bomenbuurt kwam van Maarten Schmitt, een vroegere student en SAR-medewerker van Habraken. Schmitt was van 1998-2009 stadsstedenbouwer in Den Haag. Hij werkte samen met wethouder Marnix Norder, die bekend was als actieve uitdrager van eigenbouw in de gemeente Den Haag. Na het beëindigen van zijn wethouderschap in 2014 werd Norder – in opdracht van de Rijksoverheid – leider van de bewonersparticipatie voor de Nederlandse Gemeenten. – Het project Bomenbuurt hoort bij de meest complexe en problematische gevallen. Na enkele jaren participatie ontstonden conflicten, die in het kwartaalblad van de wijk besproken werden. In de uitgave "De Boomgaard 12-2013" zijn twee artikelen opgenomen, die zich tegen het nieuwe bestemmingsplan keren met de titels "Wijziging bestemmingsplan nodig!" en "Comité De Beukenhof in aktie!" In de uitgave "De Boomgaard 1-2020" met de titel "Dakopbouwen deel II" schrijft een bewoner: "Dakopbouwen veroorzaken een verloedering van onze Berlage-wijk. De stedenbouwkundige totaalvorm gaat verloren doordat niet-vakmensen (zoals bewoners en aannemers) dakopbouwen mogen plaatsen. Vakmensen met een redelijk voorstellingsvermogen kunnen nu al voorspellen, dat met de tijd de Bomenbuurt stedenbouwkundig een onaanzienlijke puinhoop wordt, waar je niet meer graag doorheen loopt of rijdt." Ook werd in 2019 en 2020 een rondzendbrief aan alle partijen van de stad gestuurd met het verzoek om de beslissingen van medestanders van de "Habraken-doctrine" te vervangen door beslissingen van stedenbouwkundige vakmensen. 
De belangrijkste inschattingsfouten van de gemeente voor dit project zijn:
- Discutabele waardebepaling van het werk van Berlage. Hoewel de stedenbouw van Berlage door internationale auteurs en critici tot het beste in de 20ste eeuw gerekend wordt, omschreef de stadsstedenbouwer Maarten Schmitt het werk van Berlage als "totaal achterhaalde stedenbouwkundige referentie" en vroeg om een "definitief afscheid van Berlage". Door deze persoonlijke opvatting in combinatie met de participatiebeweging ontstonden willekeurige dakopbouwen in vele woonwijken uit de jaren 1920, met als resultaat de stedenbouwkundige verloedering. Over deze ontwikkeling in het geheel schreef de Haagse Stadspartij: "Den Haag zal de architectuurgeschiedenis ingaan als kampioen van het beschadigen van historische stadsilhouetten."
- In de Bomenbuurt staan gebouwen van wereldberoemde architecten zoals Jan Duiker e.a. Voordat een commerciële dakopbouw op het Jan Duiker-ensemble aan het Thomsonplein begon, kwam kritiek van bewoners maar ook van bekende architecten zoals Herman Hertzberger en Wessel de Jonge. Hertzberger schreef op de website van de Haagse Stadspartij: "Afblijven van het werk van grote architecten, je gaat toch ook niet een verdieping op het Gemeentemuseum plakken!" Het gemeentebestuur bleef ongevoelig voor deze protesten.
- Door verhoging van de bouwhoogte in de particuliere tuinen tot 4 m (en gedeeltelijk 6 m) kwam er een "run" van vreemde speculanten en projectontwikkelaars, die hoge commerciële tuinuitbouwen en commerciële dakopbouwen realiseerden, ten nadele van de buren links en rechts. Hierdoor veranderde de gewenste bewonersparticipatie in een commerciële participatie.
- Een belangrijk aspect van een Berlage-wijk uit de jaren 1920 is het stedenbouwkundig grondprincipe, dat in de jaren 1960 opnieuw actueel werd door de internationaal bekende Forum-groep (Van Eyck, Hertzberger, Bakema etc.). De Forum-groep keerde zich tegen de opvattingen van de CIAM, die een splitsing van alle stedenbouwkundige functies propageerde in combinatie met de parkstad. In onze tijd voldoet de Berlage-wijk Bomenbuurt voorbeeldig aan de eisen van de Forum-groep: vermenging van wonen, werken, inkopen, cafés etc. met het grondprincipe “sense of place”, waar pleinen en straten belangrijk zijn. Het is opvallend hoe deze wijk door de bewoners en bezoekers gewaardeerd wordt. Terwijl de Berlagewijk Bomenbuurt in Den Haag tegen de verloedering aanvecht, heeft de Berlagewijk Plan-Zuid in Amsterdam de status van een rijksbeschermd stadsgezicht gekregen. (Afb. Bomenbuurt in Den Haag zie beneden)

### 2018 Amsterdam Berlagewijk Plan Zuid ‒ Rijksbeschermd stadsgezicht ‒ Geen dakopbouwen

#### Omgang met Berlagewijk volgens medestanders van "Palladio's Children" (architecten)

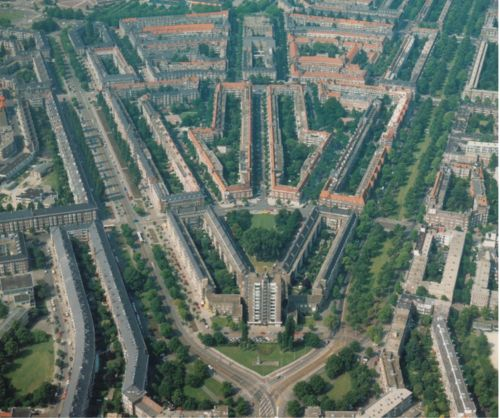
Berlage-wijk Plan Zuid in Amsterdam, rijksbeschermd
stadsgezicht sinds 2018. Geen dakopbouwen (in tegenstelling tot de Berlage-wijk Bomenbuurt in Den Haag, zie afb. beneden)

In 2018 werd de Berlage-wijk Plan Zuid in Amsterdam een rijksbeschermd stadsgezicht. Hiermee blijven de stedenbouwkundige vormen, buitenruimtes en stadsilhouetten bestaan. Dakopbouwen van de participatie-beweging worden niet toegestaan. De Berlage-wijk Plan Zuid uit de jaren 1920 hoort bij de woongebieden in Amsterdam, die auteur Vladimir Stissi "het mekka van de volkshuisvesting" noemde.
De huidige omgangsprincipes van de Berlage-wijken in Amsterdam en Den Haag zijn verschillend, afhankelijk van de groep mensen, die voor de omgang verantwoordelijk zijn. In het boek "Palladio's Children" van John Habraken uit 2005 wordt over twee van deze groepen geschreven. De ene groep bestaat uit medestanders van "Palladio's-kinderen" (de architecten). De andere groep bestaat uit medestanders van de "Anti-Palladio's-kinderen" (bewoners, niet-architecten, aannemers,…). Met zijn theorie staat Habraken aan de kant van de "Anti-Palladio's kinderen".
- Het huidige omgangsprincipe van de Berlage-wijk Plan Zuid in Amsterdam is bepaald door medestanders van Palladio's Children (architecten, stedenbouwers, professionele vakmensen,...). Door dit omgangsprincipe blijft de oorspronkelijke stedenbouw als rijksbeschermd stadsgezicht bestaan. De collectieve ruimte, de gebouwen en de stedenbouwkundige ensembles voldoen aan esthetische criteria.
- Het huidige omgangsprincipe van de Berlage-wijk Bomenbuurt in Den Haag is bepaald door medestanders van de "Anti-Palladio's-kinderen" (bewoners, niet-architecten, aannemers, projectontwikkelaars,...). Door dit omgangsprincipe van de bewonersparticipatie verandert de oorspronkelijke stedenbouw uit de jaren 1920. Er ontstaat een andere vormentaal en andere stadsilhouetten. In plaats van Berlage-stedenbouw wordt nu over participatie-architectuur en soms over verloedering van de Berlage-stedenbouw gesproken.

## Voorbeelden en projecten in het buitenland

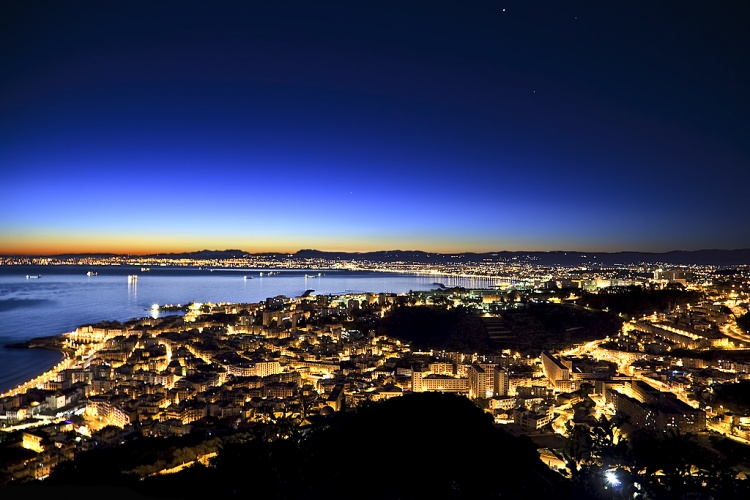
In 1933 ontwierp Le Corbusier het project Fort l'Empereur in Algiers, een grootschalige woonwijk voor participatie van de bewoners. Dit project werd weer actueel in Forum 2/1962 van Bakema.

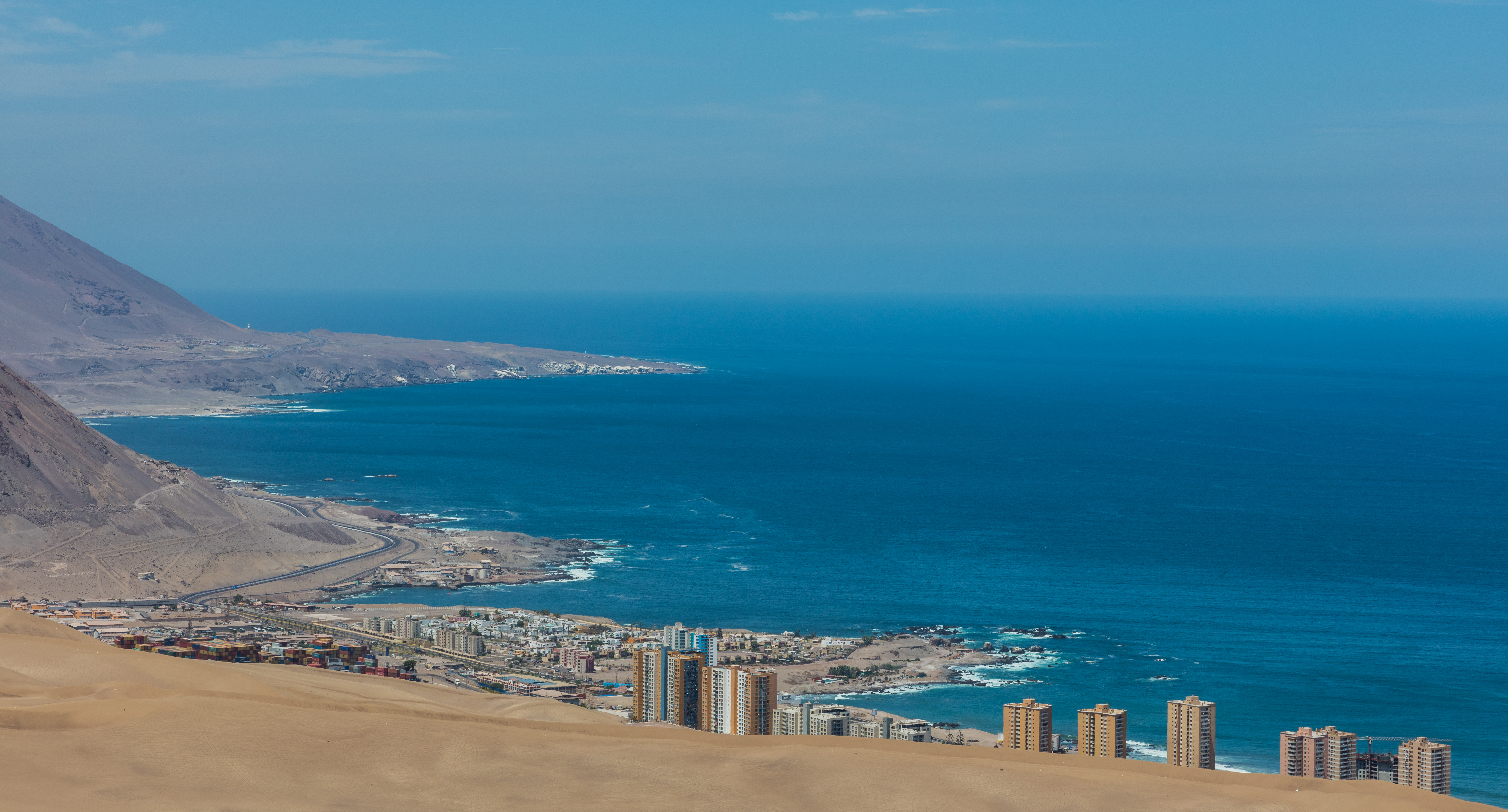
Sociale woningbouw met half-huizen voor participatie in: Iquique 2004 (afb.), Santiago 2007, Monterrey 2010 en Constitución 2016 (Alejandro Aravena)

Buiten Nederland was Ottokar Uhl uit Oostenrijk een van de eersten, die zich door de theorie van Habraken liet inspireren. Hij realiseerde meerdere participatieprojecten: "Wohnen morgen" in Hollabrunn uit 1972, "Wiener Gasse 6" en "Jeneweingasse 32" in Wenen, beide uit 1984. Een andere architect uit Oostenrijk, die met het idee van Habraken werkte, was Eilfried Huth.
Tot de spectaculairste projecten van de bewonersparticipatie hoort de studentencampus Sint-Lambrechts-Woluwe van Lucien Kroll aan de periferie van Brussel uit 1976. Dit bouwcomplex wordt vaak gezien als symbool van de studentenrevolutie in 1968. Lucien Kroll noemde het beeld van zijn creatie "Le visage pluraliste". In de plattegronden gebruikte hij het maatsysteem van de SAR, het zogenaamde SAR-raster (SAR=Stichting Architecten Research, werkgroep van Habraken).
Bij de uitbreiding van de Vrije Universiteit in Berlijn in 1973 bestond het structuurplan uit het principe "Structuur en invulling" of "Structuur en toeval". De architecten Candilis Josic & Woods kenden het werk van Habraken door Jacob Bakema van het Team 10.
Het belangrijkste voorbeeld voor de bewonersparticipatie blijft de eerder genoemde perspectieftekening "Fort l'Empereur" in Algiers van Le Corbusier uit 1933. Jacob Bakema publiceerde de tekening in Forum 2-1962 en Herman Hertzberger in Forum Juli-1970 in een vergroting van 1m lengte, (zie Google Images).
In Japan is in 2008 de wetgeving voor de woningbouw onder invloed van de nieuwe denkbeelden aangepast om het principe van "inbouw" door bewoners en het "casco" in de appartementengebouwen te stimuleren. Het project NEXT 21 in Osaka heeft daarin als pilot gefungeerd. Na invoering van de wetswijziging zijn al meer dan 300.000 woningen op deze wijze geproduceerd. Doelstelling was om de levensduur van de woningbouw te verlengen, waarbij de invulling van de woning optimaal vrijgelaten werd voor veranderingen. Dit op basis van ontwerpen van studenten, die de theorie van Habraken kenden van de architectuurschool MIT. Na aanvankelijke scepsis blijkt er geen sprake te zijn van kostenverhogende factoren bij de bouw. Naar verwachting zijn de aanpassingskosten in de volgende jaren lager door de mogelijkheid van participatie.
In de 21ste eeuw bouwde de Chileense architect Alejandro Aravena woonwijken met half-huizen voor participatie in Chili en Mexico. Deze sociale woningbouw werd gerealiseerd in: Iquique, Quinta Monroy, 2004 / Santiago, Lo Espejo, Don Francisco, 2007 / Monterrey, Las Anacuas, 2010 / Constitución, Villa Verde, Rio Loncamilla, 2016 / (zie Google Maps en Images).
(Afb. buitenland, zie rechts en beneden)

## Over de resultaten van de participatie-beweging van Habraken

### Ontwikkelingsfasen van 1961 tot nu
Het jaar 1961 kan als begin van de participatiebeweging gezien worden toen het sleutelwerk De dragers en de mensen van John Habraken verscheen. De nieuwe theorie werd in de jaren 1960 enthousiast opgenomen in de vakwereld. Het toenmalige succes komt in de volgende ontwikkelingen tot uiting: De theorie beïnvloedt de bekende Forumgroep in 1962. Habraken wordt in 1965 leider van het onderzoeksteam SAR, in 1967 hoofd van de nieuwe architectuurafdeling aan de TU Eindhoven en in 1975 decaan aan het MIT in Amerika. Vandaag, meer dan vijftig jaar later, staat de participatiebeweging in een andere ontwikkelingsfase. Wereldwijd zijn intussen veel participatieprojecten gerealiseerd. Een typisch kenmerk van deze beweging is de bewuste samenwerking van vakmensen en niet-vakmensen. Werken met niet-vakmensen kwam bij vroegere architectuurstromingen nauwelijks voor. Omdat de woningbouw ook met de openbare ruimte verbonden is, ontstaan soms conflicten door extreme participatiebijdragen van individuele bewoners. In de vakliteratuur wordt dit conflict onder de titel "Mogelijkheden en grenzen" (Possibilities and Limitations) beschreven. In tegenstelling tot het optimisme van de jaren 1960, toen er nog geen participatieprojecten uitgevoerd waren, bestaat vandaag een meer kritische houding ten opzichte van de actuele projecten. De vragen zijn: Wat heeft een participatieproject voor een effect op de huizen van de buren links en rechts met eventuele waardeverminderingen? Wat is visueel acceptabel in de publieke ruimte? Moet het publiek òf de vakmensen de openbare ruimte bepalen? Wordt de participatiebeweging een populistische cultuur? Hoe werkt de nieuwe rolverdeling? – Vroeger ontstonden de woonwijken vaak in overeenstemming met de regels van de bouwkunst met een bepaald smaakniveau. Bij de participatiebeweging bestaan zeer verschillende smaakrichtingen.

### Smaak, esthetiek, bouwkunst (en het risico van verloedering)
Bij de participatiebeweging in de woningbouw zijn de maatstaven van smaak, esthetiek en bouwkunst open en zeer verschillend. Dit komt ook tot uiting door de tweedeling van Habraken in een "alledaagse" en "bijzondere architectuur". Vroeger was de "elite" alleen verantwoordelijk voor de architectuur. Door de participatiebeweging krijgt iedereen de kans zijn idealen te verwezenlijken in de woningbouw.
Bij participatieprojecten in woonwijken, die in de vakwereld als "bijzondere architectuur" beoordeeld worden, ontstonden vaak conflicten tussen de opvattingen van leken (o.a. politici) en vakmensen. Als reactie op een conflict in het bovengenoemde project "Berlagewijk Bomenbuurt" in Den Haag schreef de bekende architect Herman Hertzberger in de krant HaagWestNieuws: "In het algemeen zie ik geen bezwaar tegen toevoegingen aan bestaande gebouwen, maar waar het zoals hier gaat om werk van grote architecten past terughouding. Belangrijke architectuur moet je gaaf houden. Je gaat toch ook niet een verdieping op het Gemeentemuseum plakken. Dus afblijven van voorbeeldige architectuur zoals van Jan Duiker, Jan Wils, Dudok en zo vele anderen die Den Haag zijn waardige gezicht hebben gegeven." – In deze samenhang wordt ook over de verloedering van de Berlagestedenbouw gesproken. Het zijn vooral enkele willekeurige optoppingen – boven de door Berlage bepaalde straatwanden van drie verdiepingen – die het meest bijdragen aan deze stedenbouwkundige verloedering. De leider van de Haagse Stadspartij, de huidige wethouder Joris Wijsmuller, formuleerde dit in 2011 als volgt: "Dit soort incidentele dakopbouwen leidt tot verrommeling van het straatbeeld en uiteindelijk tot verloedering van de buurt. Een aanwijzing tot beschermd stadsgezicht lijkt me niet alleen noodzakelijk, maar ook goed voor de wijk."
Over de "bijzondere cultuur" bestaan andere artikelen. In het Volkskrant-Magazine No.35 uit het jaar 2000 schreef Ron Kaal het bekende artikel "Weg met de platheid". Zijn thema was de vraatzucht van de "ordinaire cultuur" en de kwetsbaarheid van de "extraordinaire cultuur". Dit artikel kan nu nog gelezen worden op internet.

### Stedenbouwkundige ensembles – Mogelijkheden en grenzen
Den Haag Berlage-wijk Bomenbuurt, "Participatie bij werk van internationaal bekende architecten (Berlage, Duiker e.a.)", 2013. Dit participatieproject in een woonwijk van Berlage leidde tot verhitte discussies. Terwijl de gemeenteambtenaren het project lanceerden, protesteerden bewoners en architecten tegen "onesthetische" dakopbouwen, verminkingen en tegen 4 m hoge uitbouwen in privétuinen. Bomenbuurt in Plan Berlage (0,3 van links / 0,4 van boven)

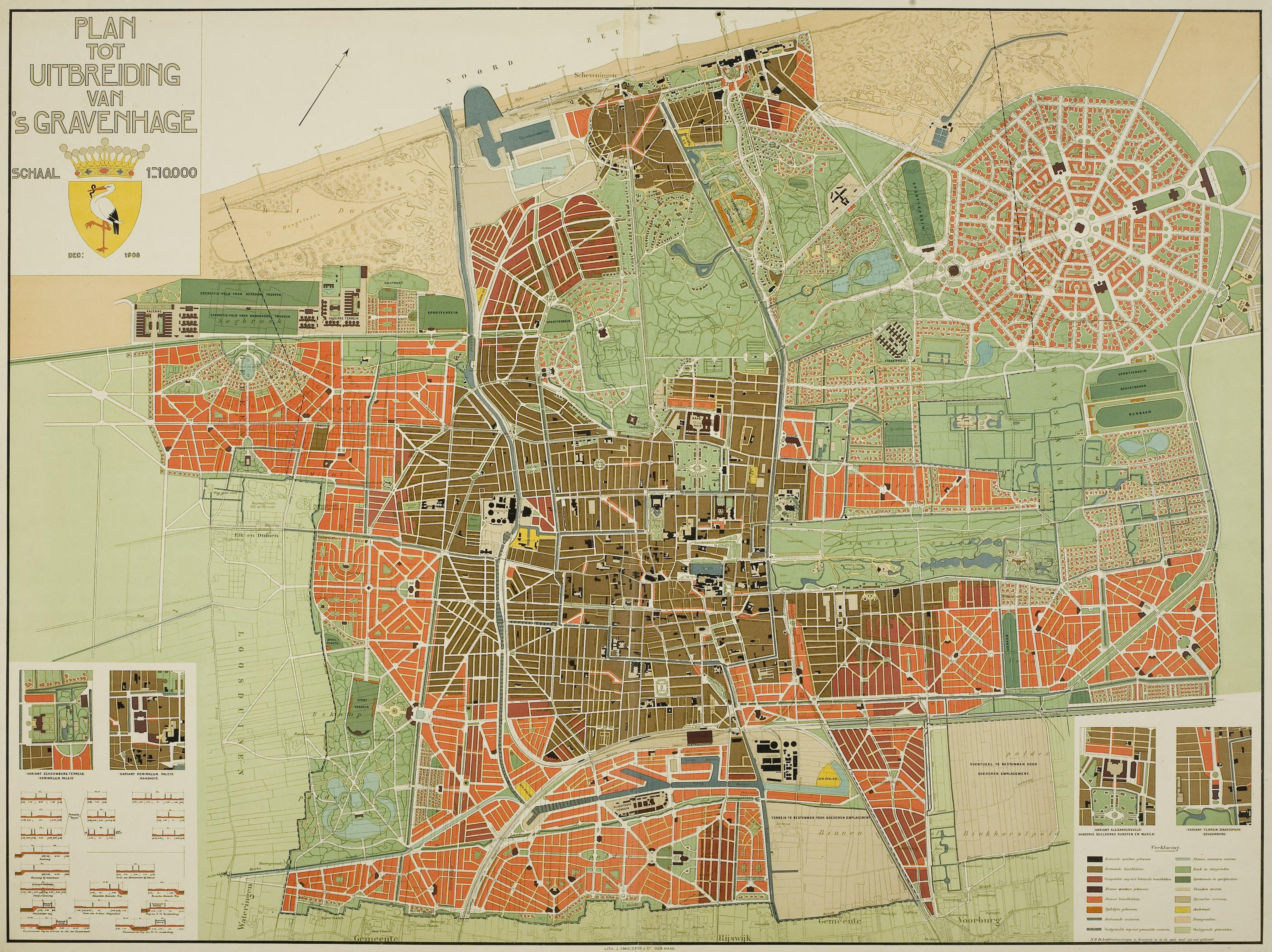
Den Haag, Plan Berlage 1908, uitbreiding
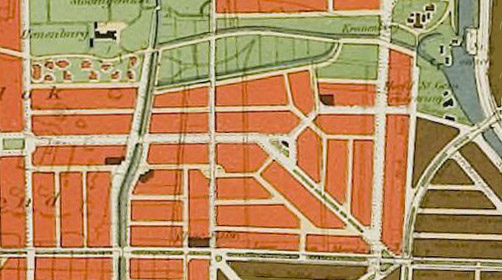
Onderdeel Plan Berlage 1908, Bomenbuurt
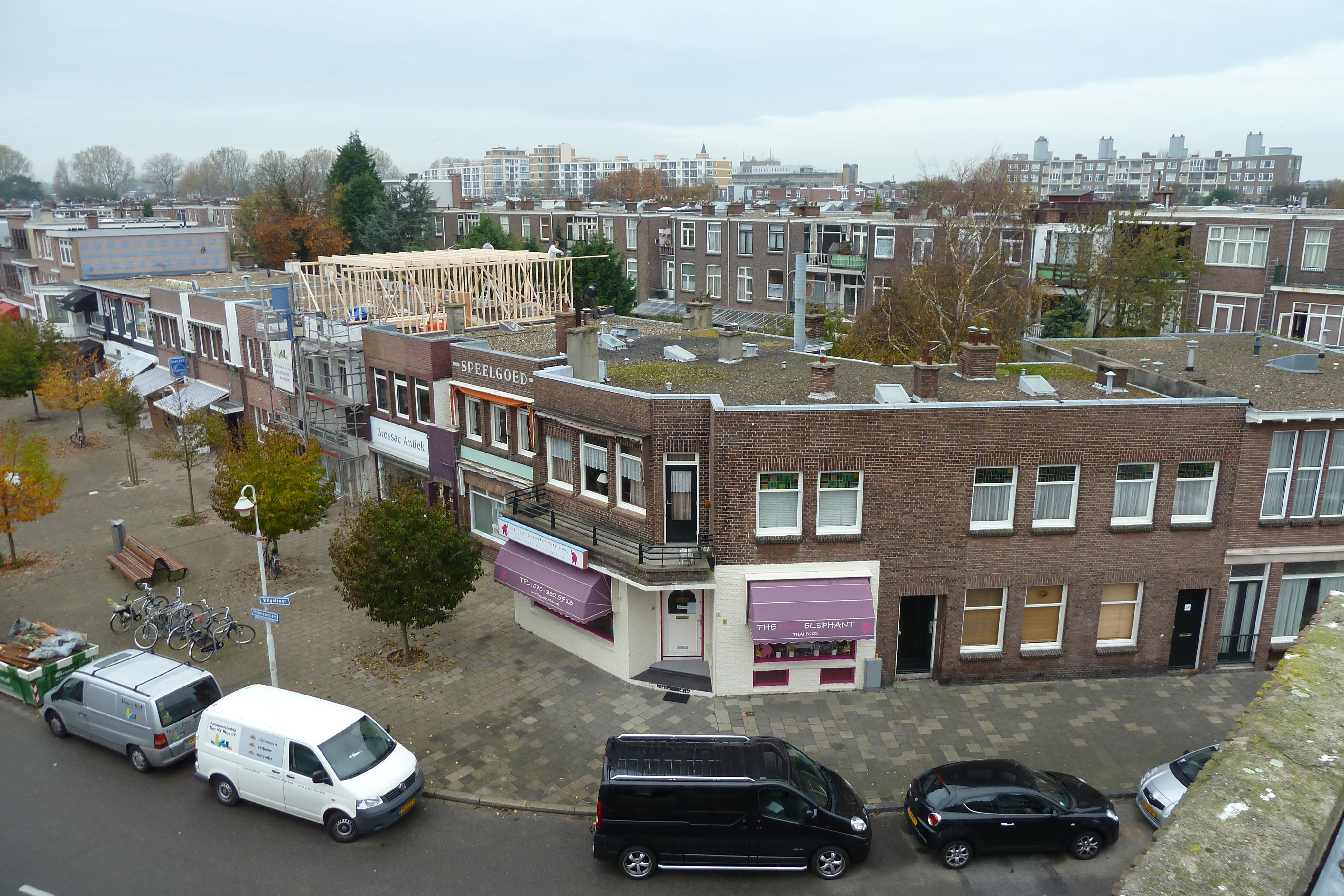
Thomsonplein, Jan Duiker-ensemble
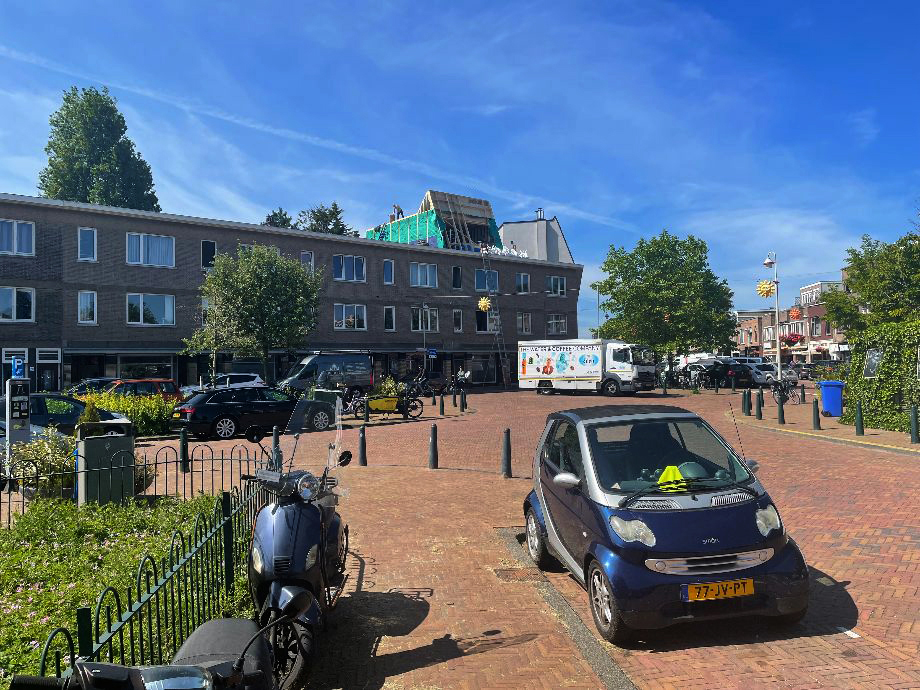
Thomsonplein
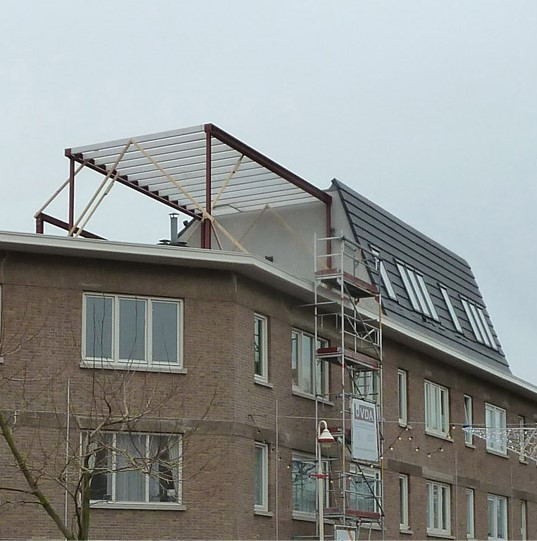
Thomsonplein
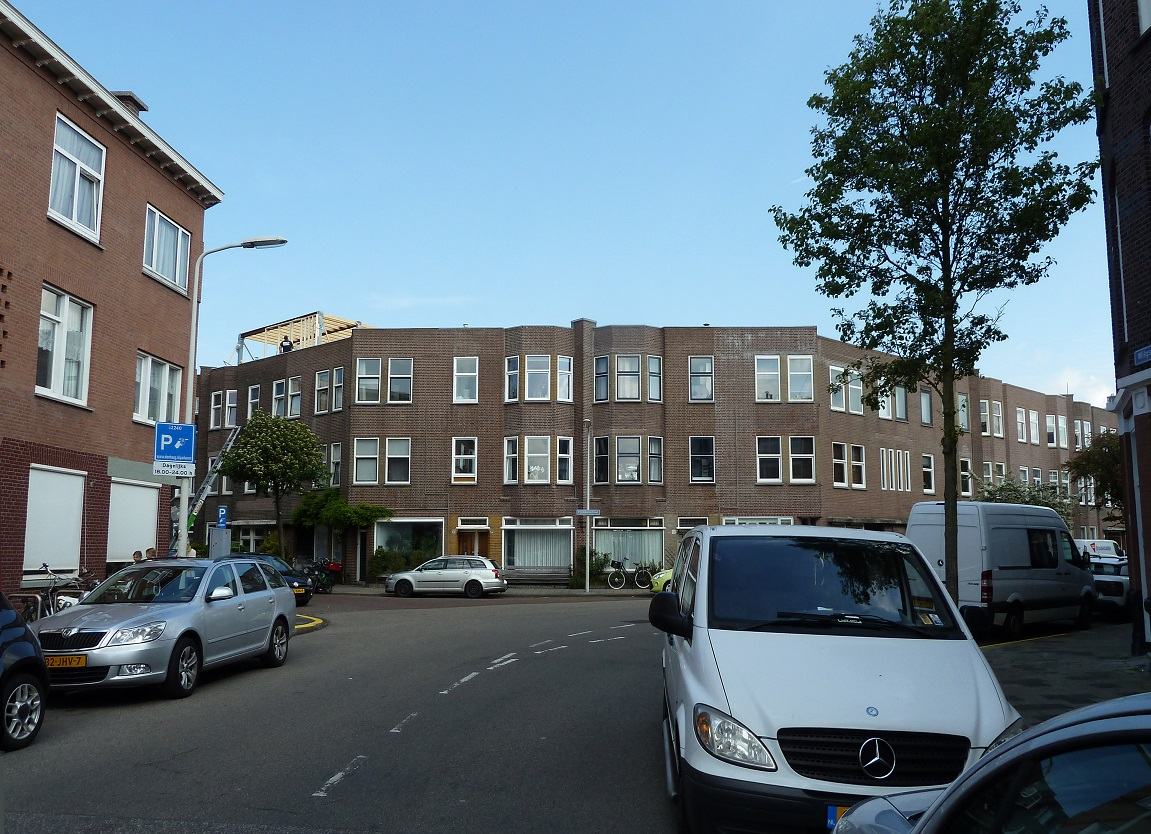
Pijnboomstraat
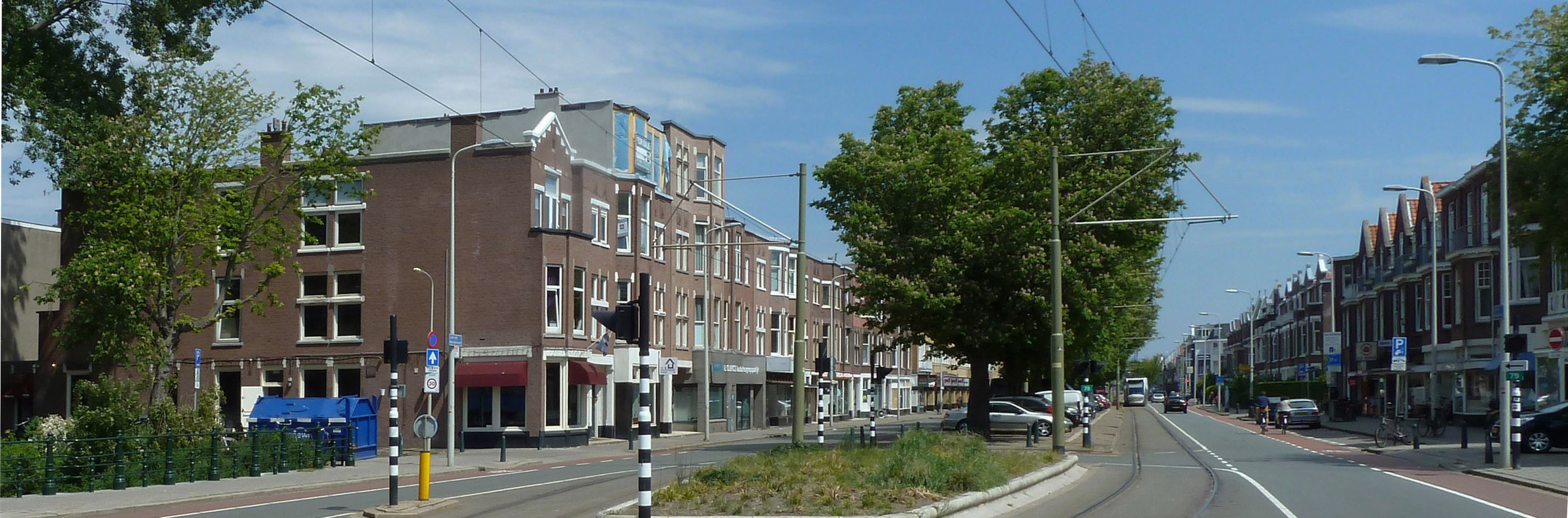
Laan van Meerdervoort
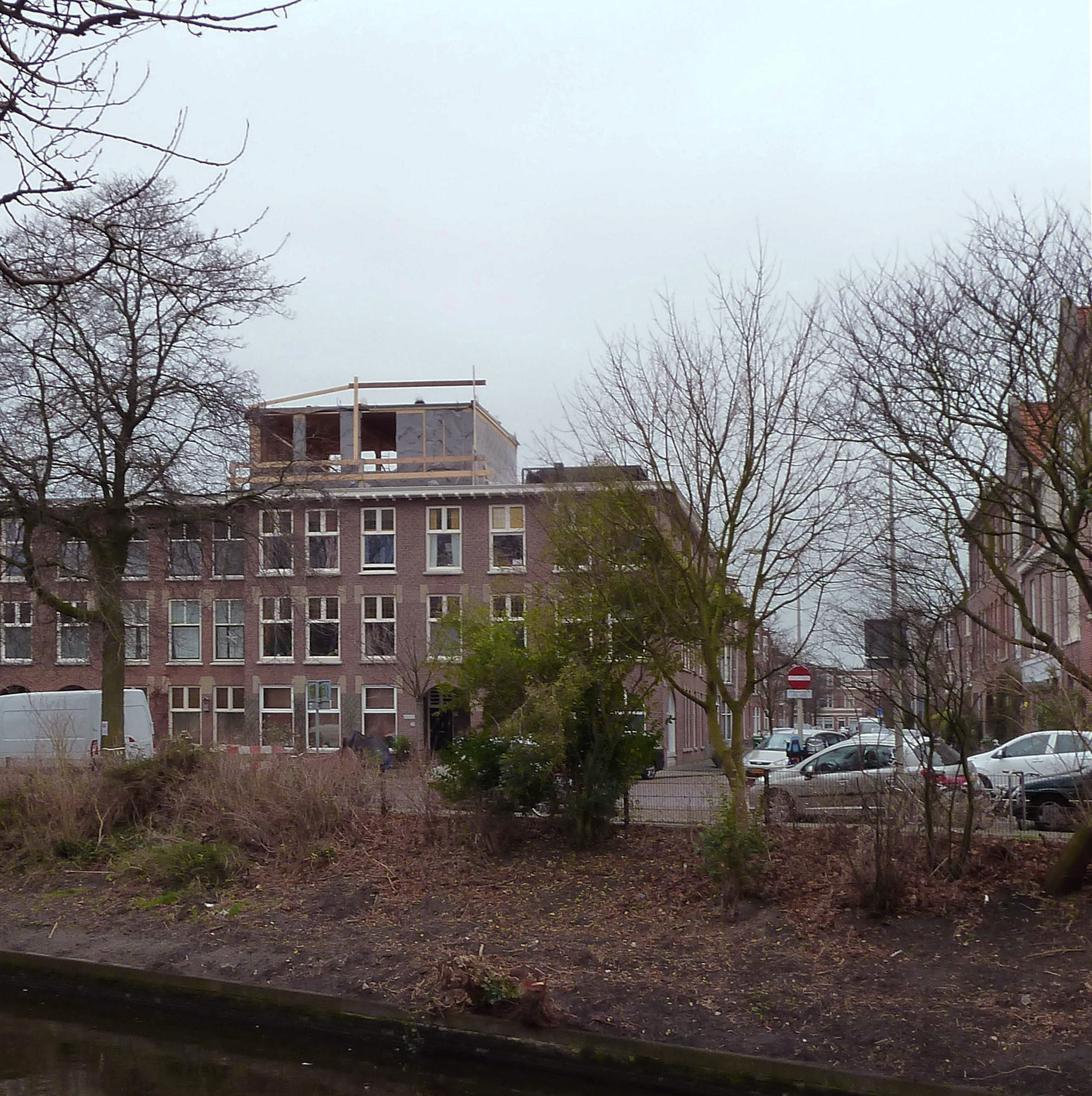
Valkenboskade
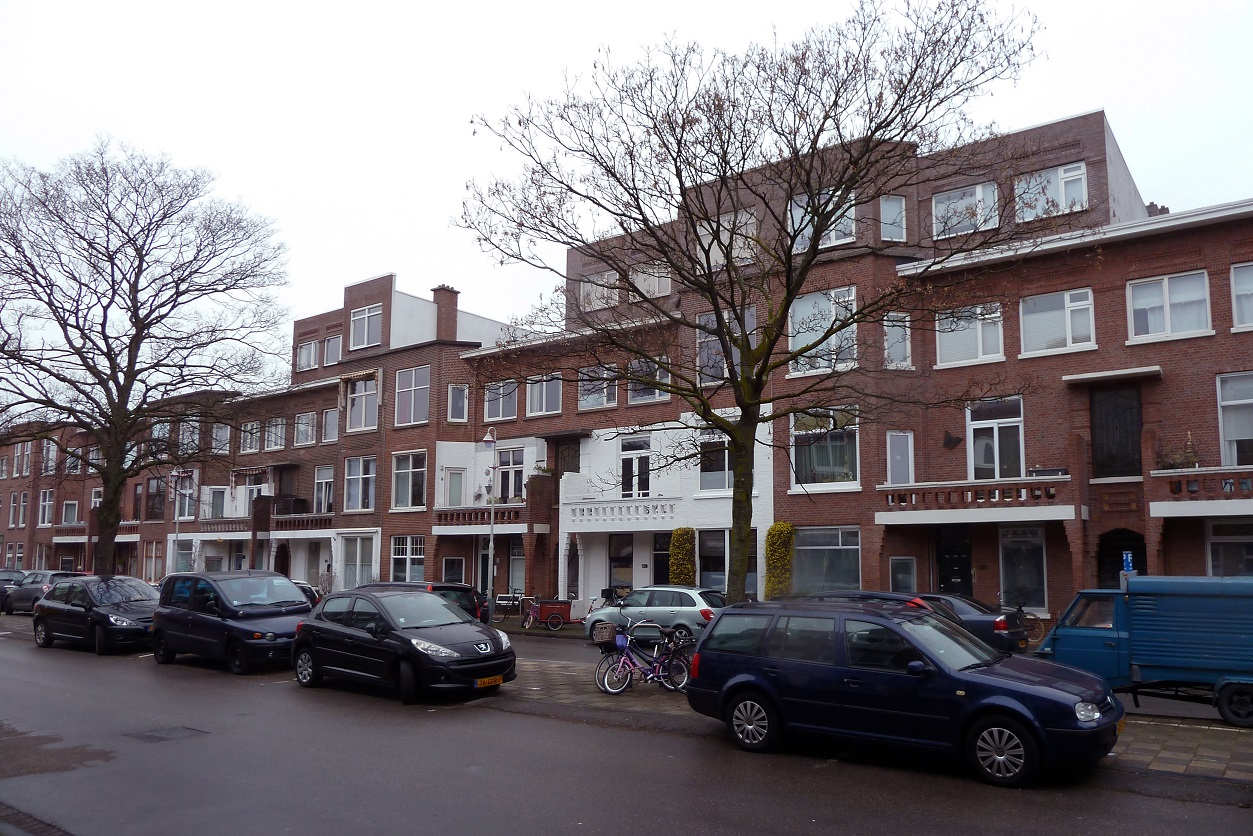
Thomsonlaan
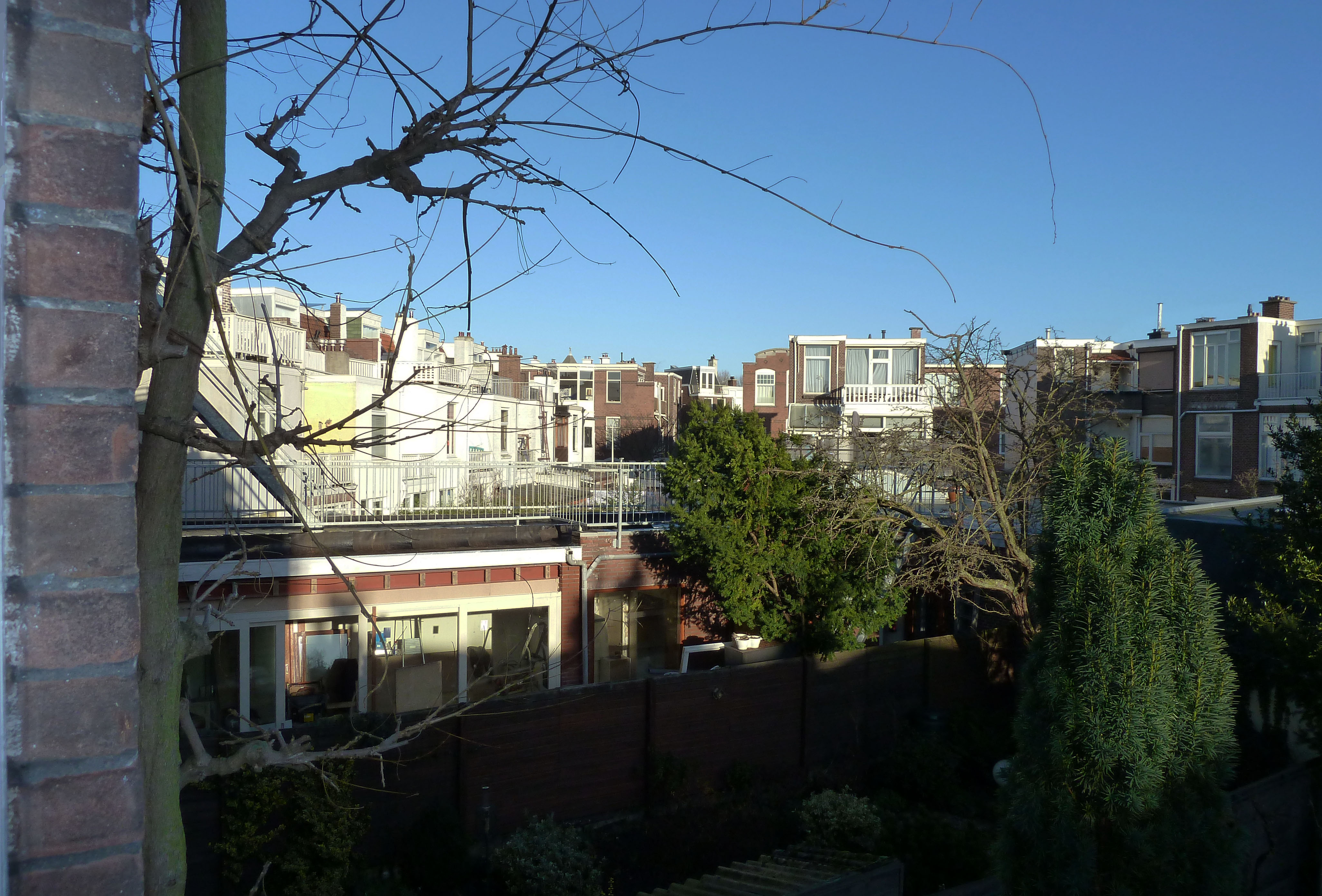
Thomsonplein-8, 4 m hoge uitbouw in particuliere tuinen

Almere Homeruskwartier, "Stijlenmix", Masterplan OMA, 2012. De woonhuizen zijn ontworpen door verschillende architecten en huiseigenaren. Voor een mogelijke discussie over "Possibilities and Limitations" bestaan in het Homeruskwartier zeer verschillende bouwstijlen en bouw-ensembles. In het stadsplan van Almere ligt het cirkelvormige participatieproject aan de linkerkant. Homeruskwartier (0,1 van links / 0,7 van boven)

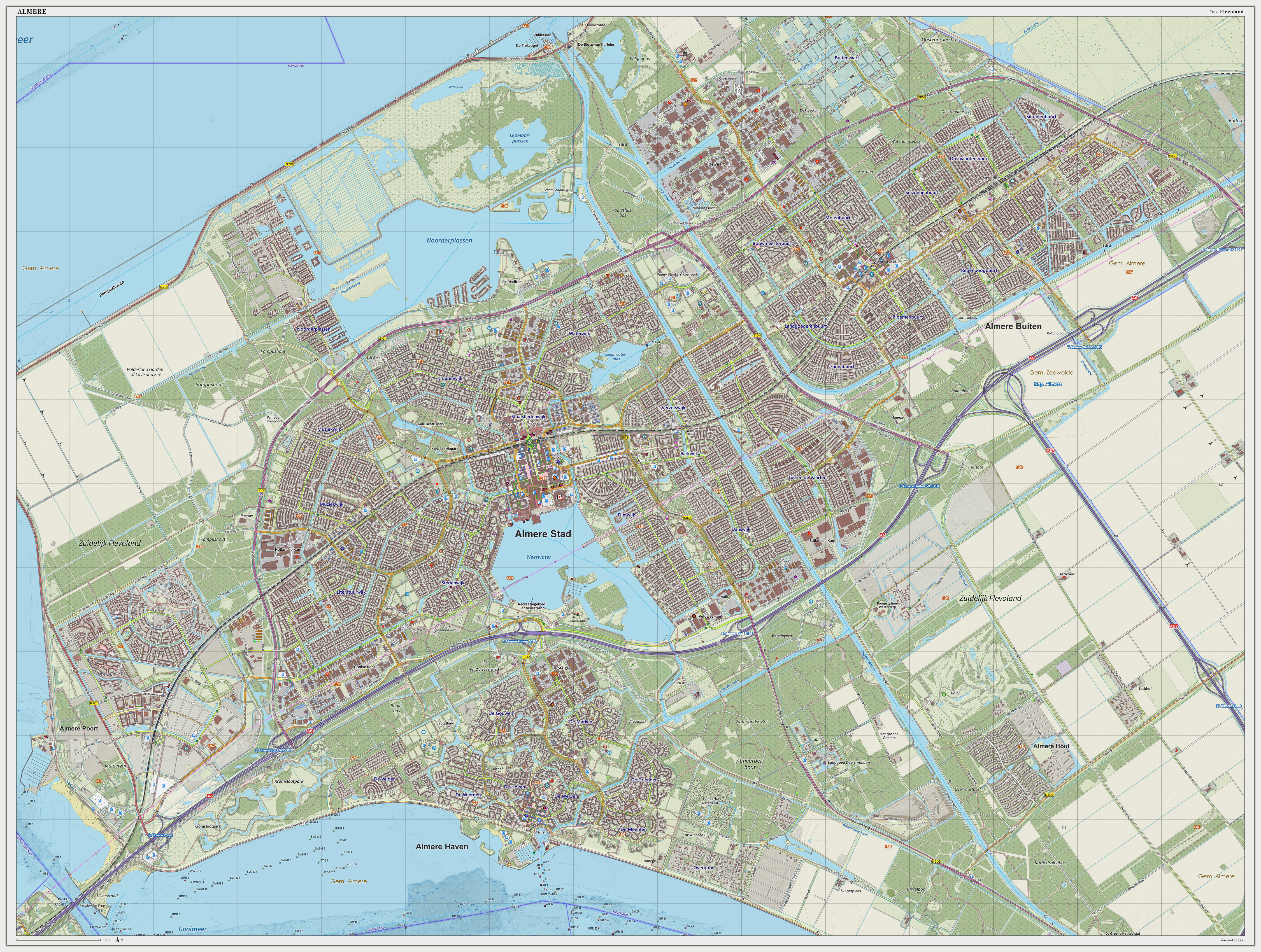
Almere
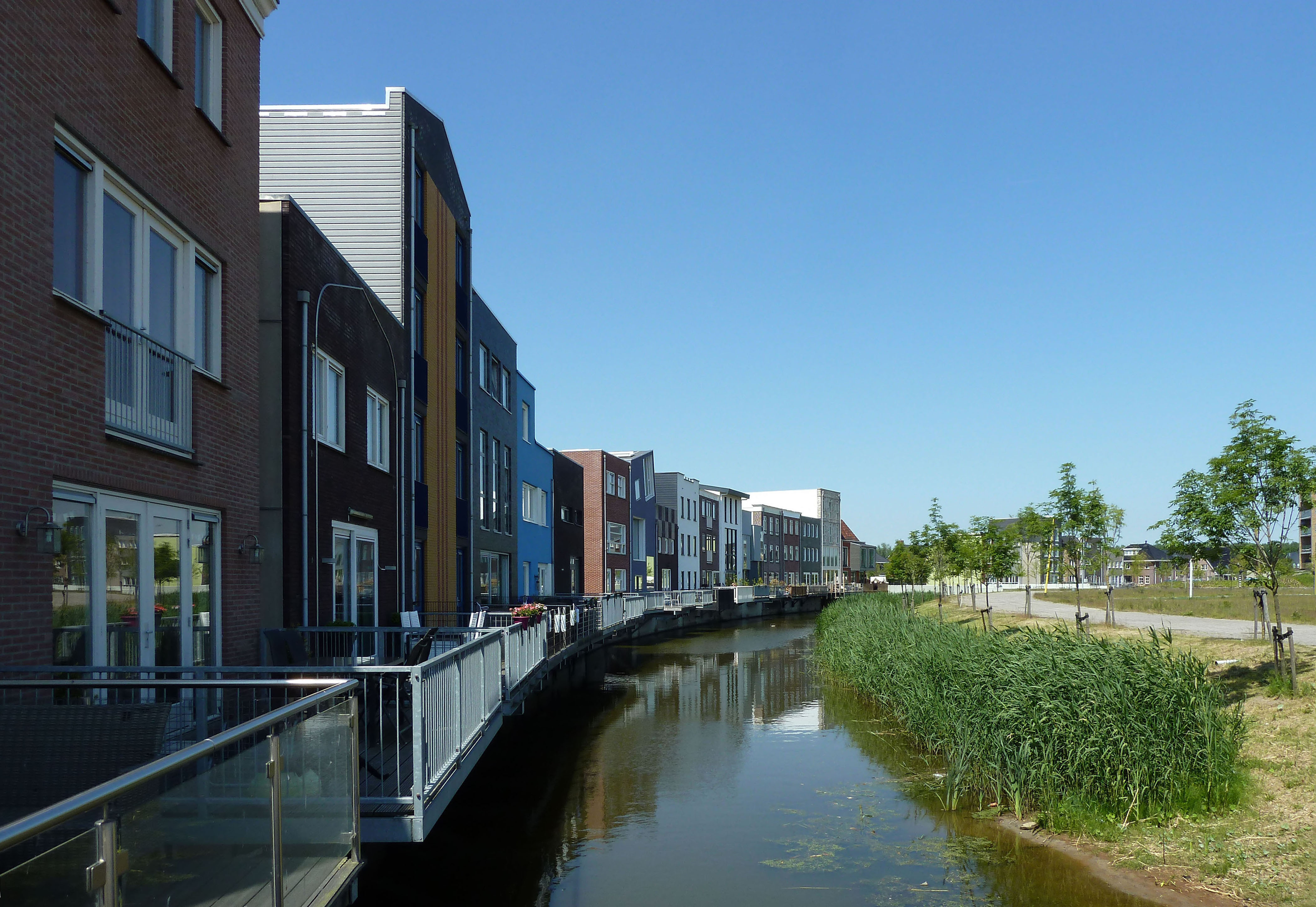
Homeruskwartier
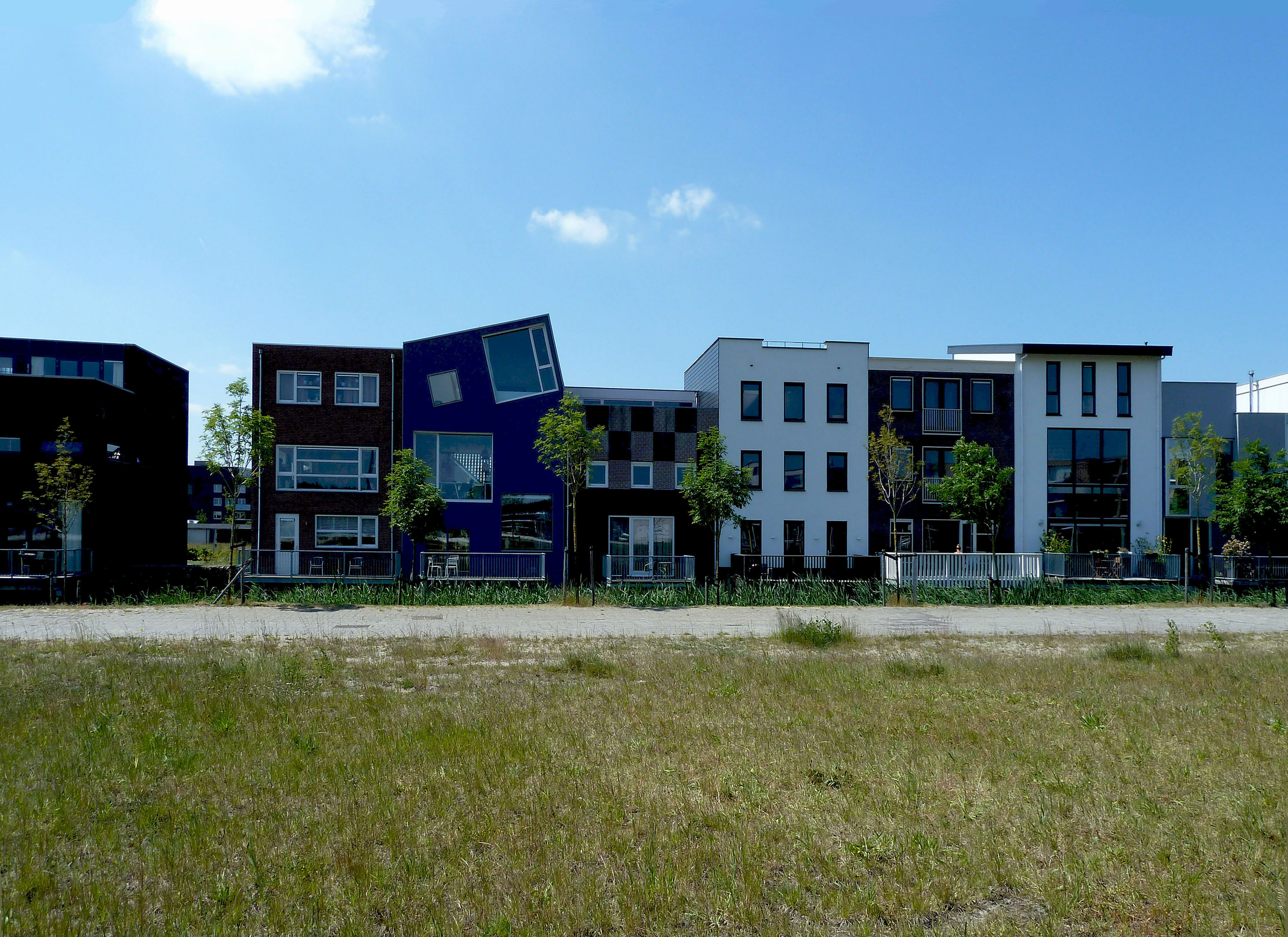
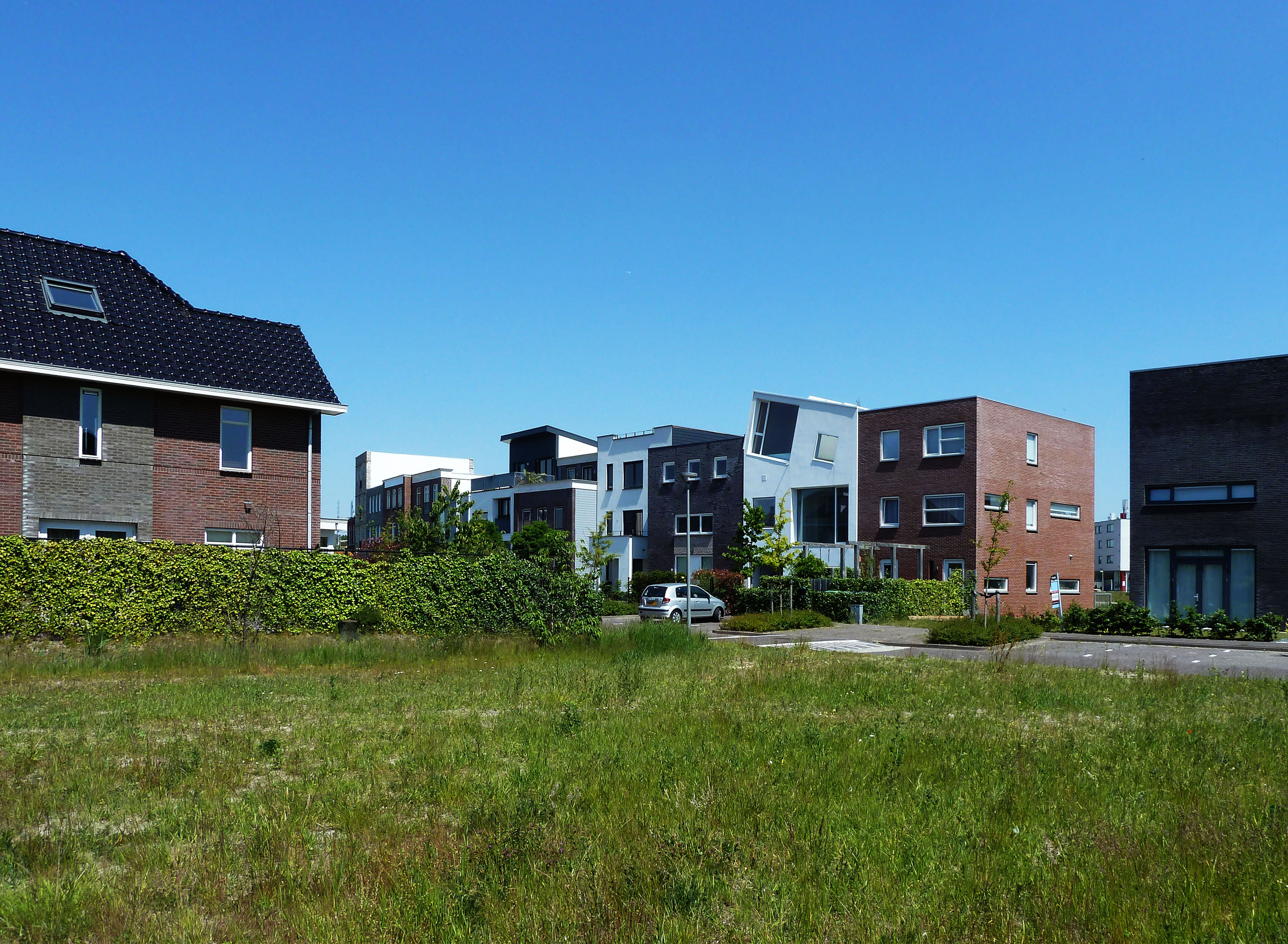
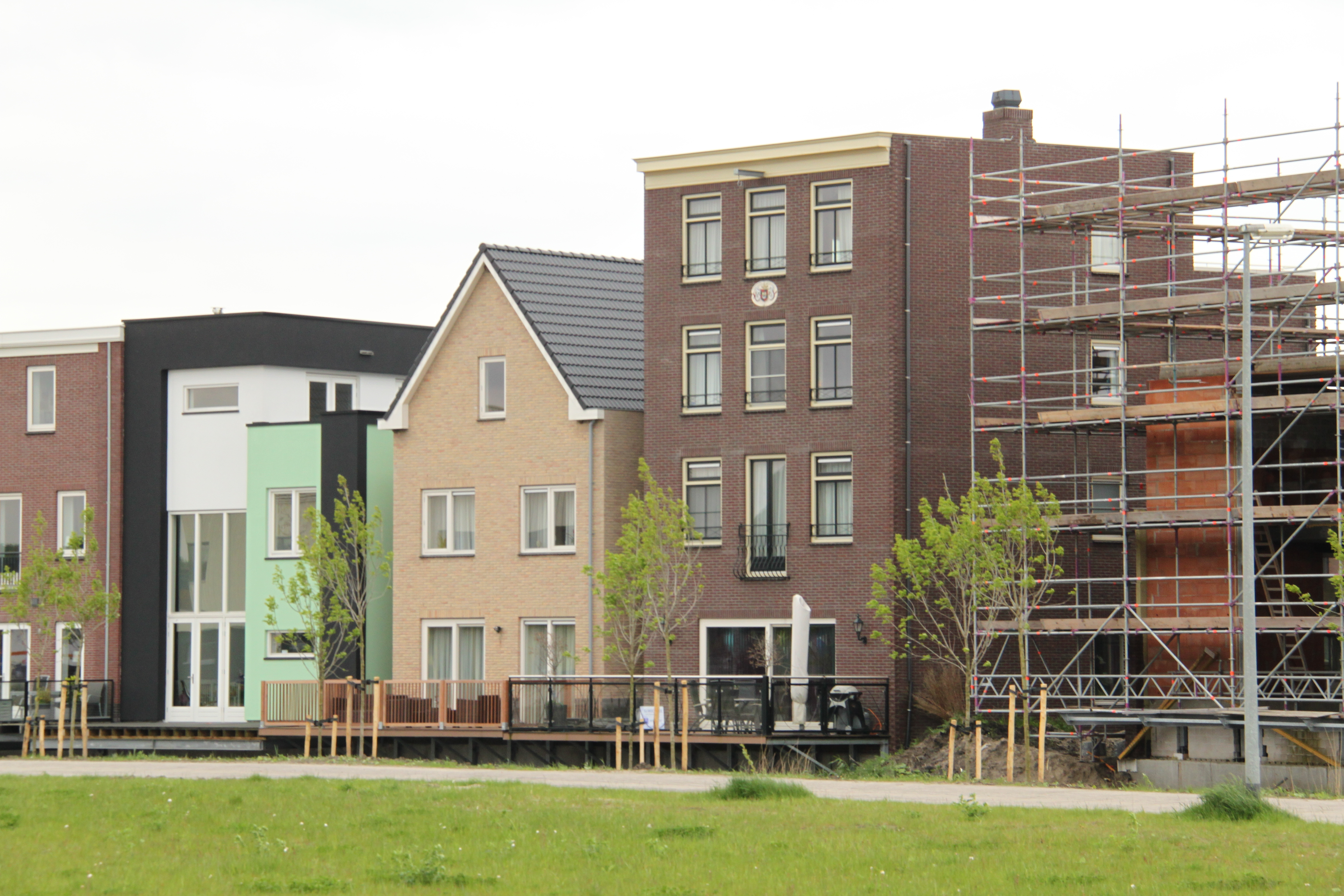
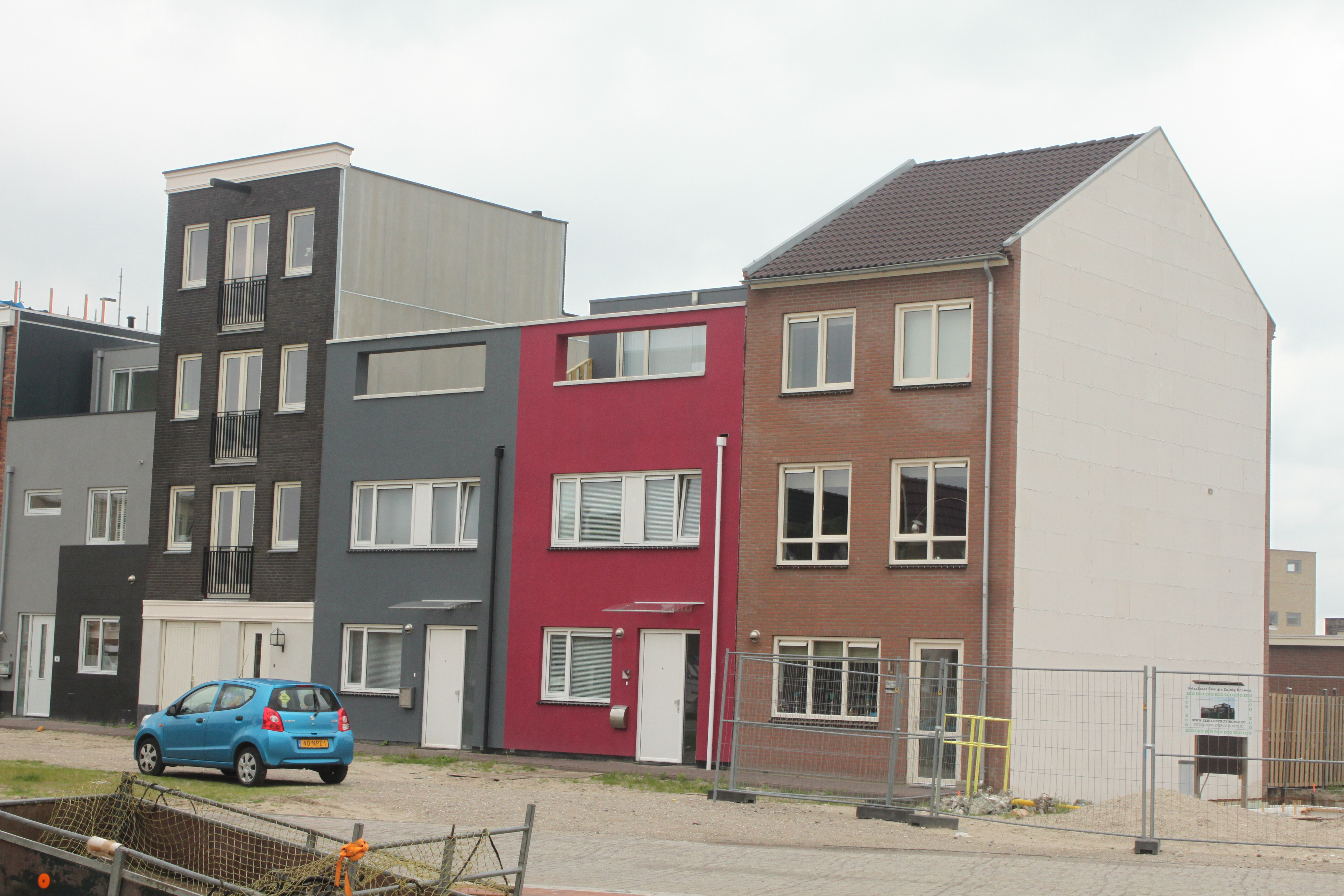
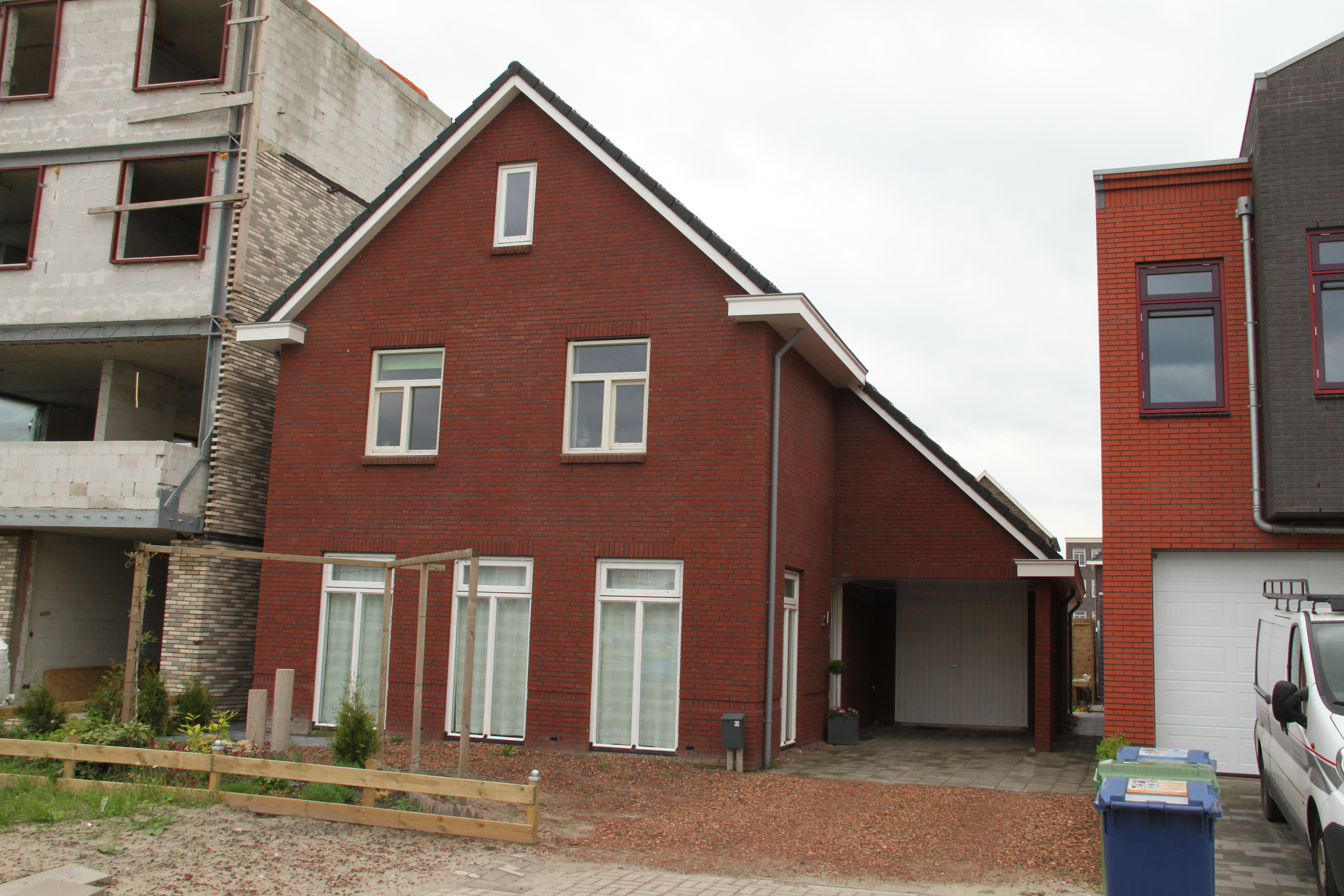
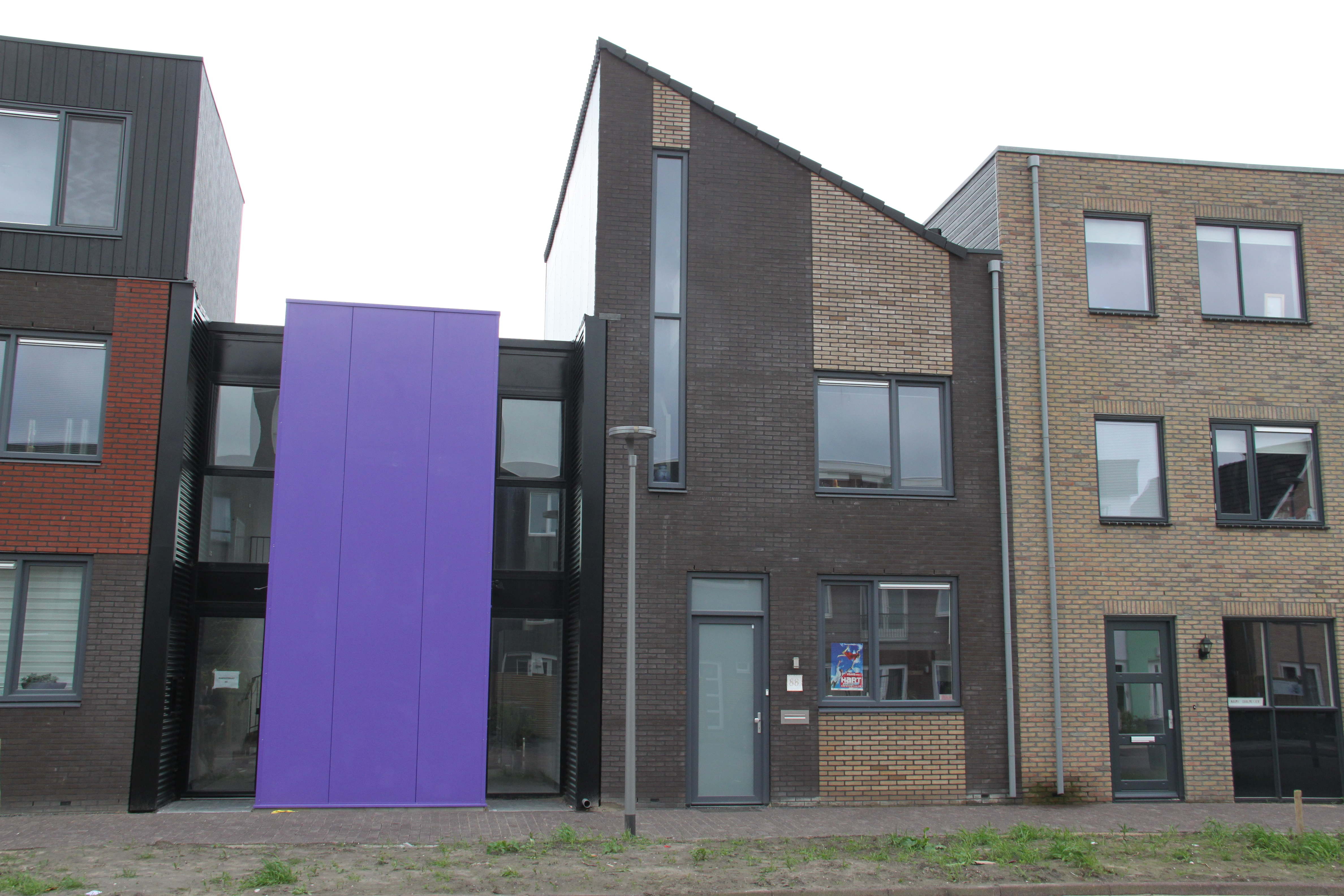
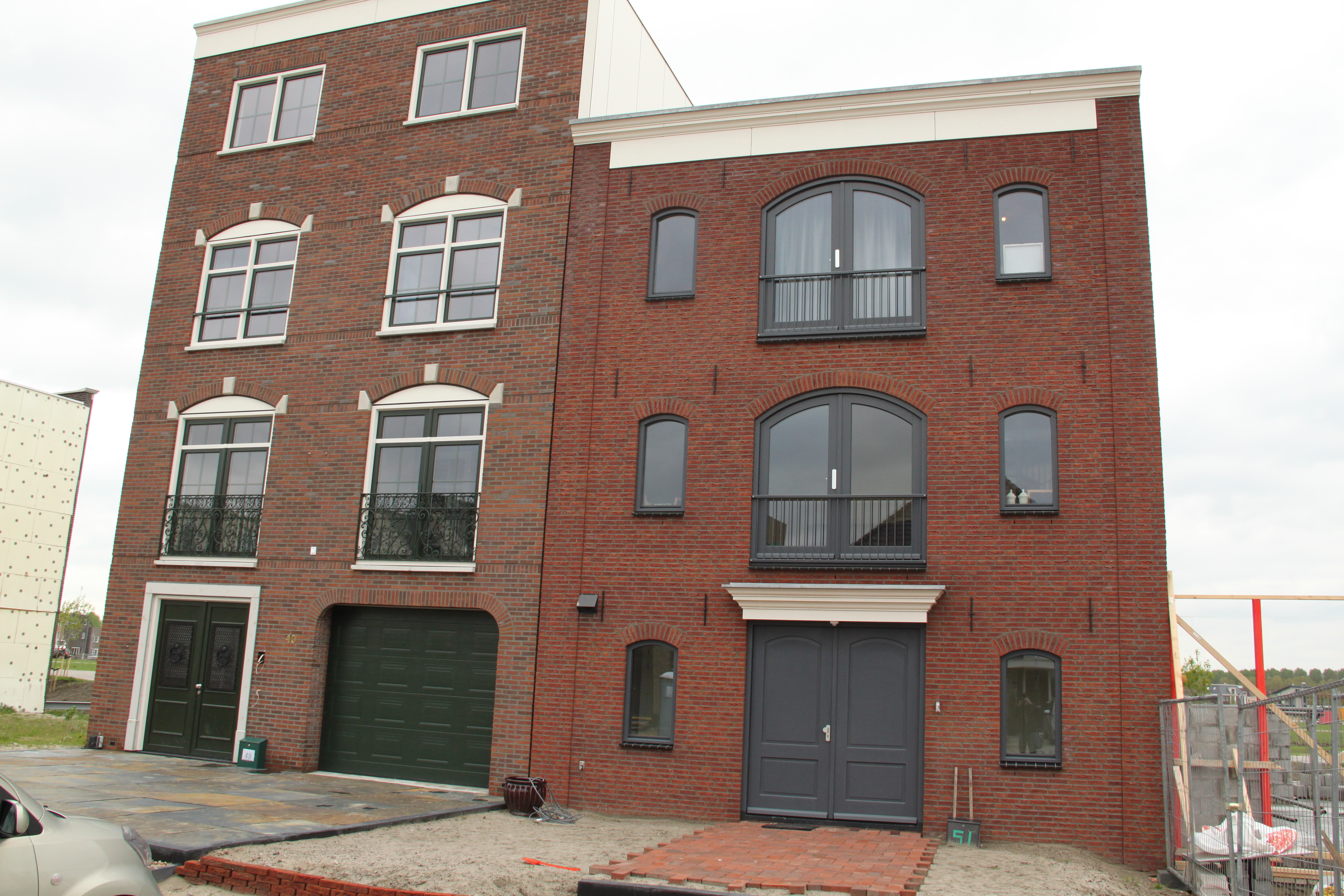
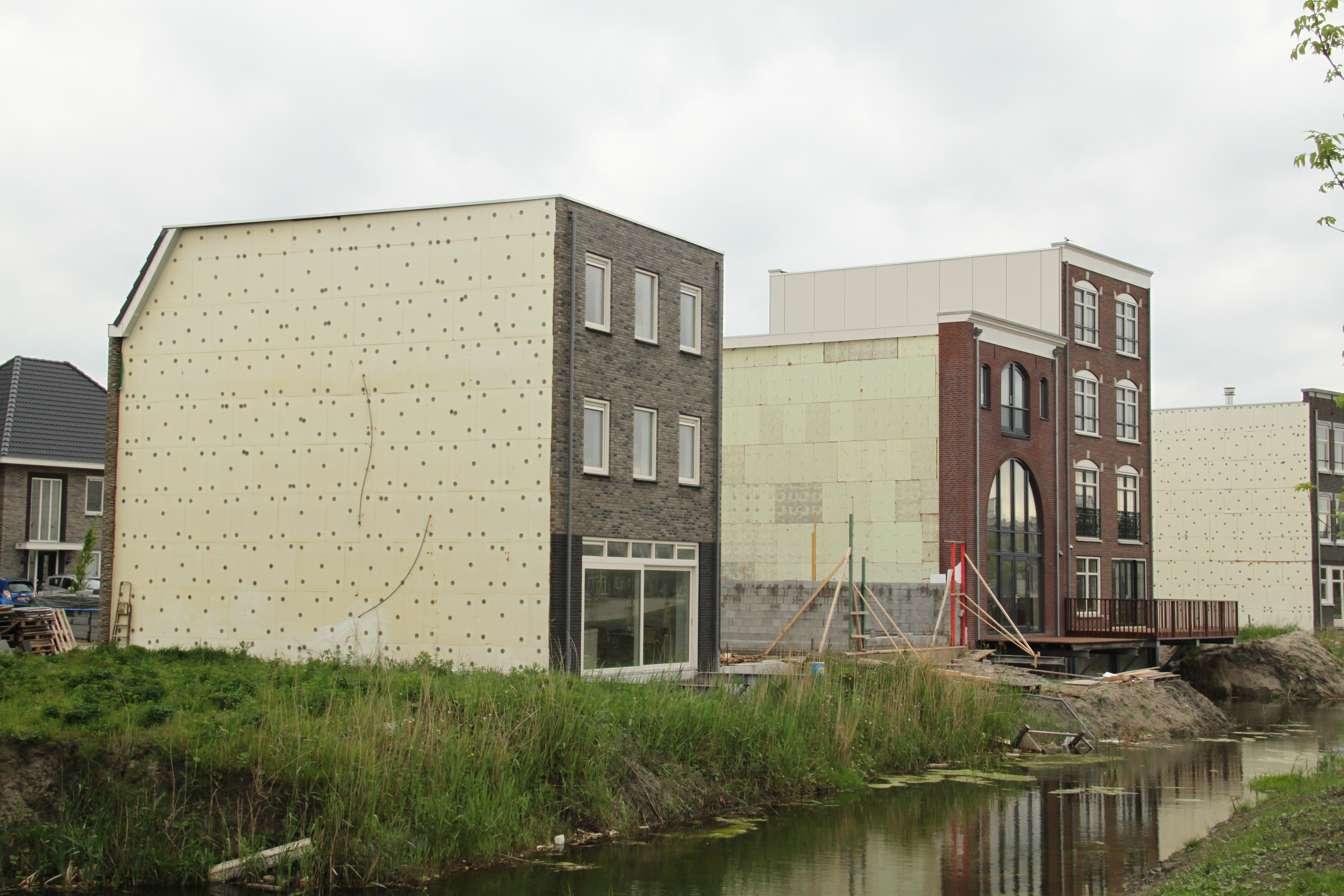

Wenen en Hollabrunn

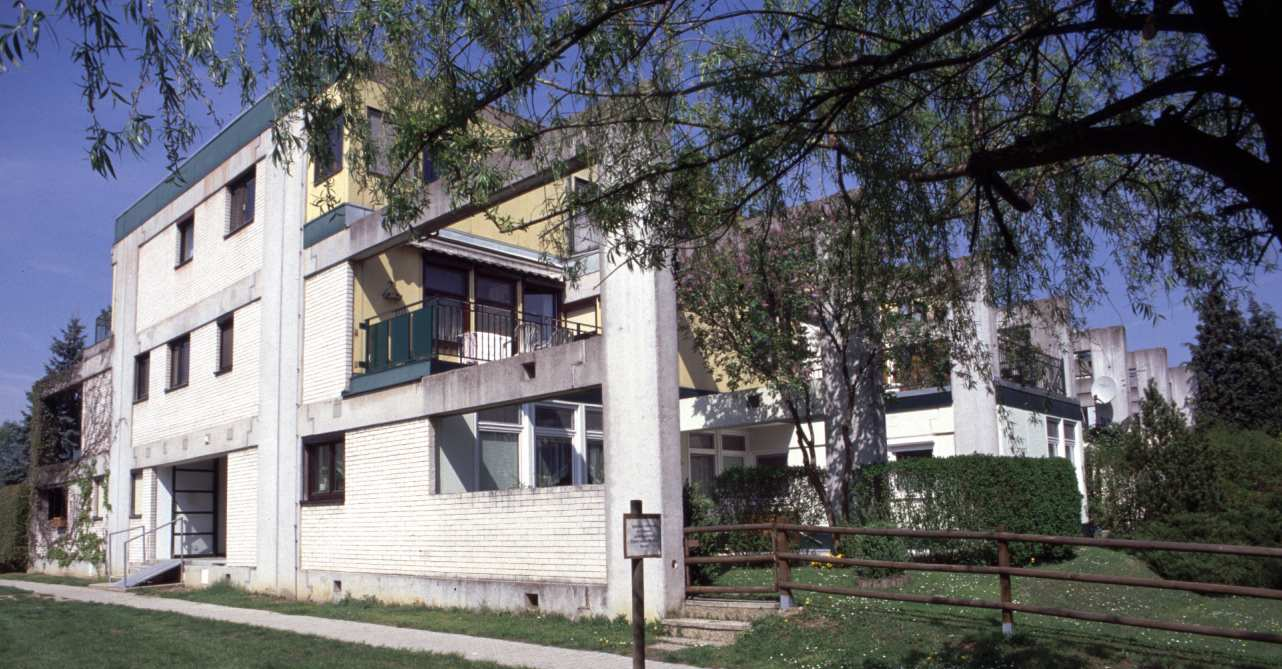
Hollabrunn, 1972 (Ottokar Uhl)
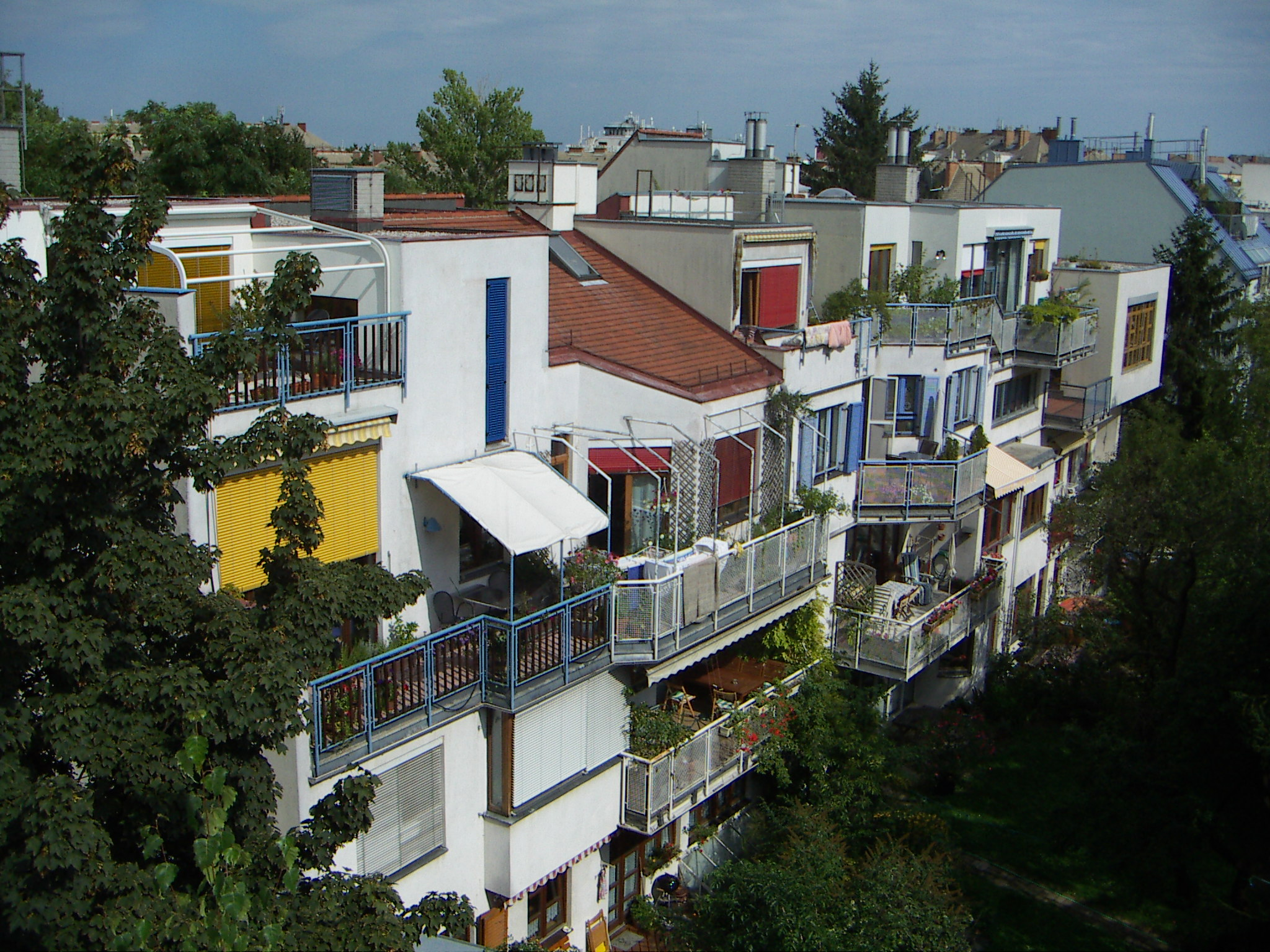
Wenen, Wiener Gasse 6, 1984 (Ottokar Uhl)
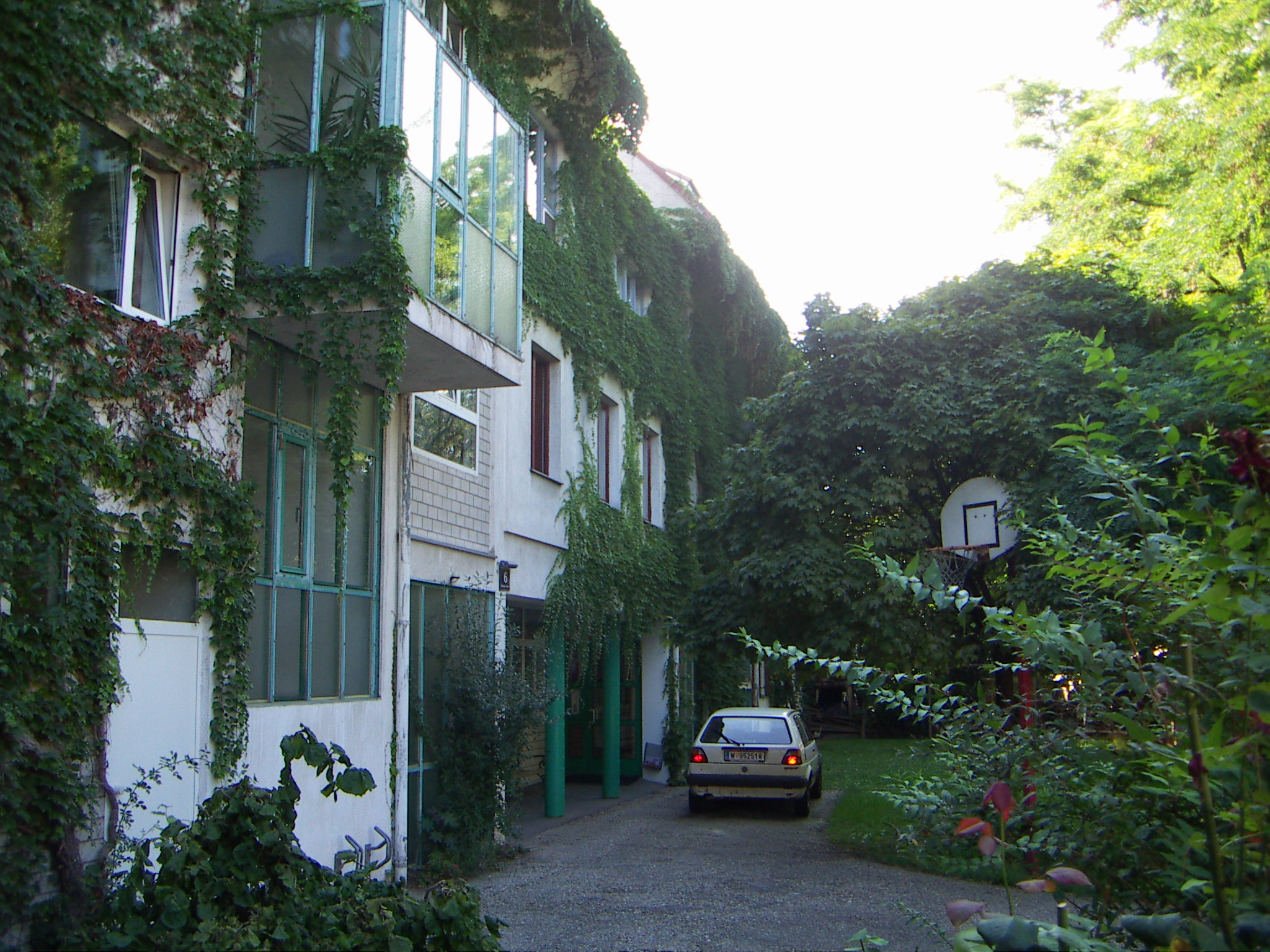
Wenen, Wiener Gasse 6
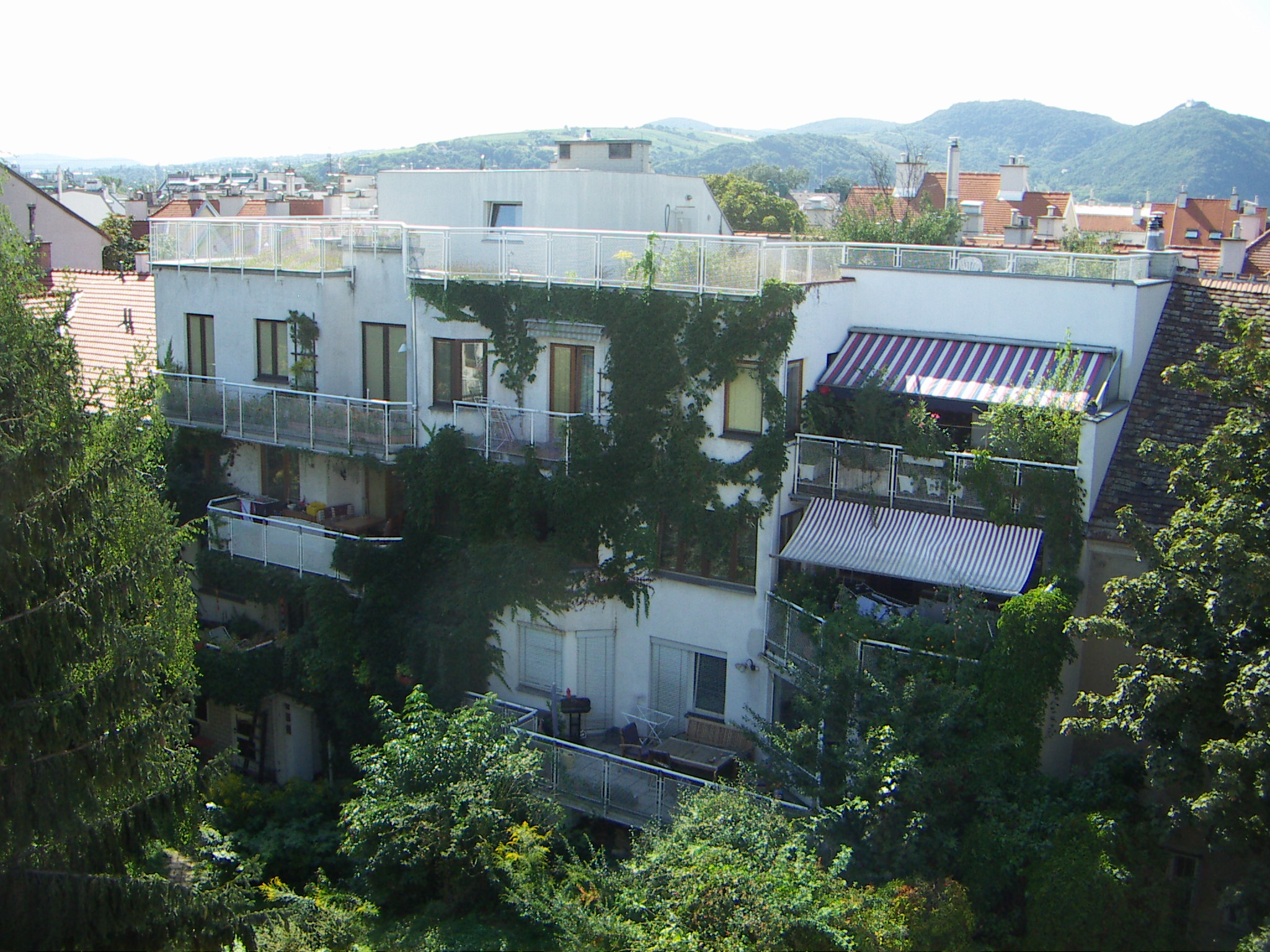
Wenen, Jeneweingasse 32, 1984 (Ottokar Uhl)

Berlijn en Brussel

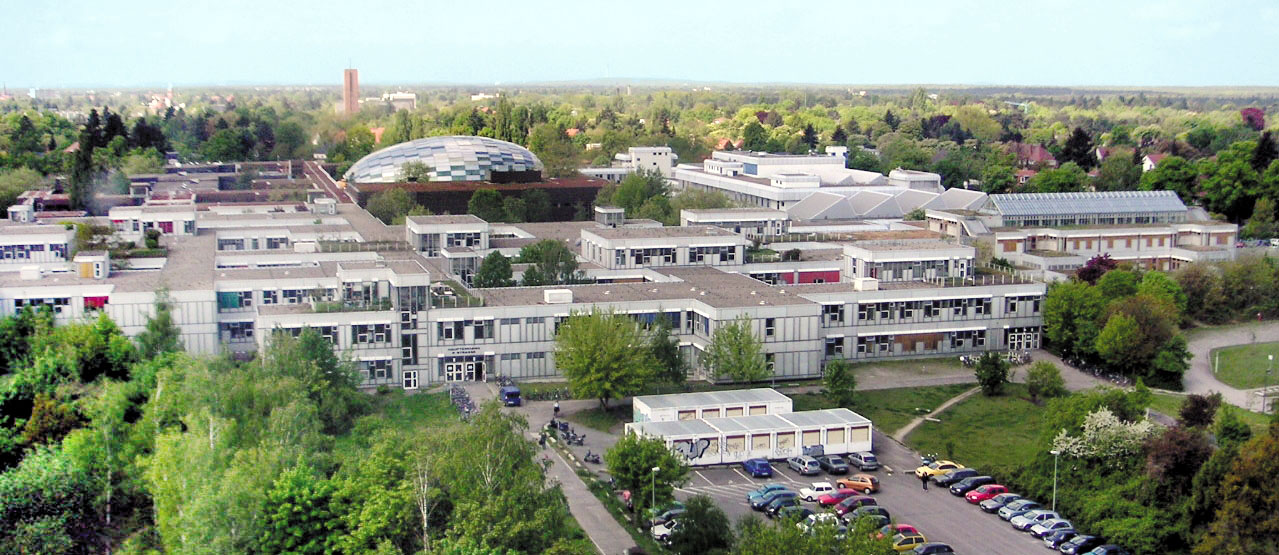
Berlijn, Vrije Universiteit, 1973 (Candilis Josic & Woods)
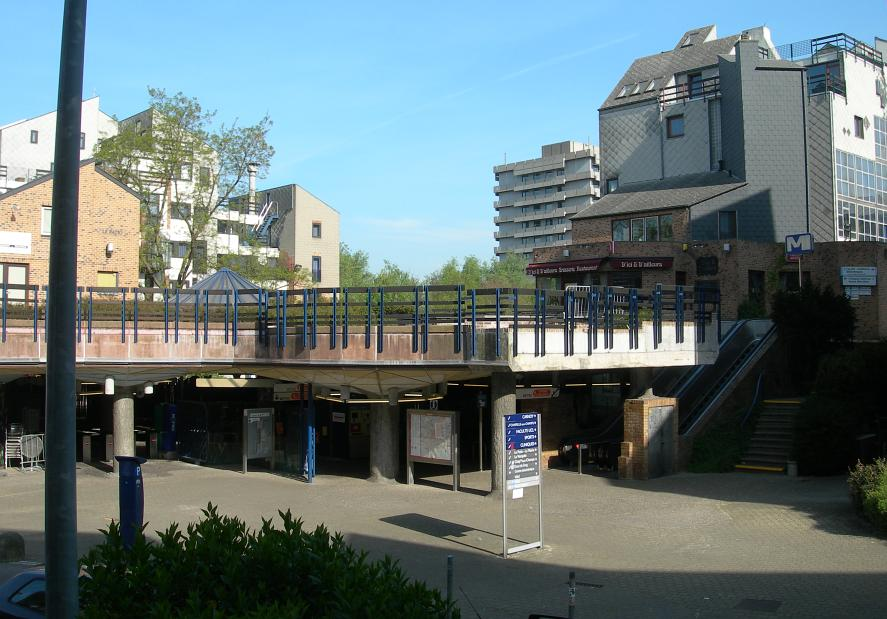
Brussel, studentencampus, 1976 (Lucien Kroll)

## Literatuur

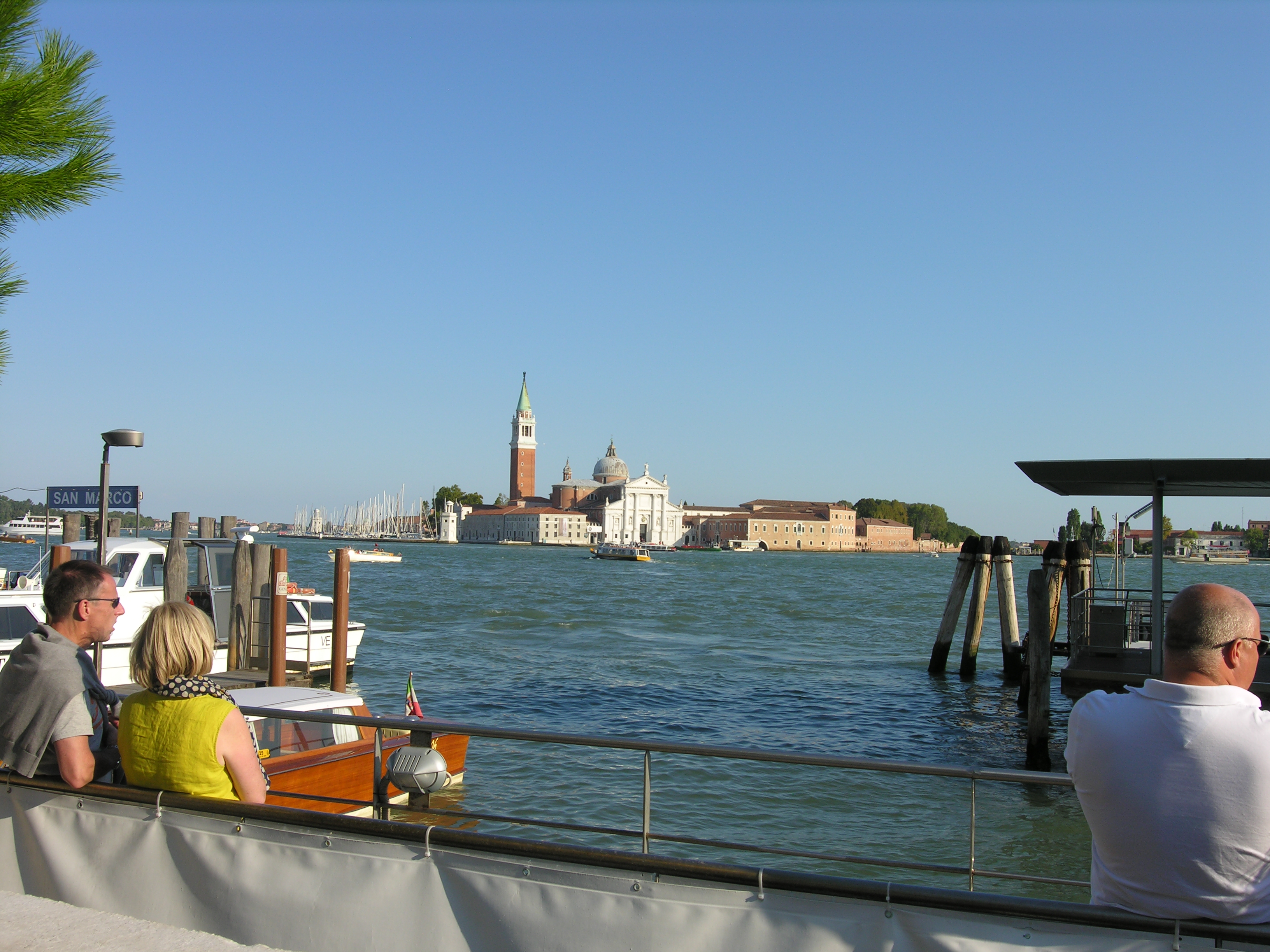
San Giorgio Maggiore in Venetië van Andrea Palladio. In "Palladio's Children" gaat Habraken in op de architectuuropvatting van Palladio.

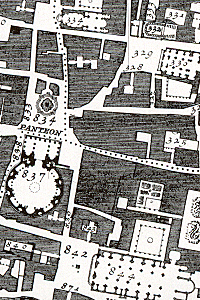
Forum 1-1964 van Habraken, "alledaagse architectuur" (grijs), "bijzondere architectuur" (wit), plan Rome van Giovanni-Battista Nolli

## Weblinks
- Website van Habraken

## Online video "De Drager"
- De Drager Interviews met Habraken, verschillende architecten en bewoners over participatie in de woningbouw (video 2013)

- Biblioteca Nacional de España: XX1299780
- Bibliothèque nationale de France: cb15529374p (data)
- Catàleg d'autoritats de noms i títols de Catalunya: 981058509164706706
- Gemeinsame Normdatei: 122903064
- International Standard Name Identifier: 0000 0000 8159 3178
- Library of Congress Control Number: n86814208
- Nationale Bibliotheek van Tsjechië: jn20020717545
- Nationale Bibliotheek van Israël: 987007302307005171
- Nederlandse Thesaurus van Auteursnamen: 070331294
- RKD-Nederlands Instituut voor Kunstgeschiedenis: 263441
- Système universitaire de documentation: 102412553
- Union List of Artist Names: 500010907
- Virtual International Authority File: 79211690
- WorldCat: E39PBJhxhwhPHDQtkWGgD8qmh3